# جائحة فيروس كورونا في التشيك
شهدت جائحة كوفيد 19 حالاتها الثلاث الأولى في جمهورية التشيك يوم 1 مارس عام 2020. وفي يوم 12 مارس، صرحت الحكومة بحالة الطوارئ، وهي أول مرة تصرح الحكومة بهذه الحالة، في التاريخ الحديث للدولة، لمنطقة تشمل الدولة بأكملها. وفي يوم 16 مارس، أغلقت الدولة حدودها وحظرت دخول الأجانب وأصدرت قرارًا بحظر التجول في جميع أنحاء البلاد. مُدت هذه التدابير حتى يوم 1 أبريل، على الرغم من أنه خُطط لها في البداية أن تستمر حتى يوم 24 مارس، ثم مُدت مرةً أخرى حتى نهاية حالة الطوارئ، التي مُدت بواسطة مجلس النواب حتى يوم 30 أبريل 2020، ثم مرةً أخرى حتى يوم 17 مايو 2020.
اختلفت بعض التدابير التي اتخذتها جمهورية التشيك عن الدول الأخرى. طُبق حظر التجول العام بين يومي 16 مارس و24 أبريل، ولكنه احتوى على استثناءات سخية، إذ استثنى التسوق الأساسي المعتاد والذهاب والإياب من العمل، ومن بين العديد من الاستثناءات الأخرى أيضًا زيارة الأقارب والحركة في الحدائق والريف المفتوح. طُبق إغلاق عام للخدمات ومراكز البيع بالتجزئة منذ يوم 14 مارس حتى 11 مايو، ولكن سُمح لجميع المحلات أن تقدم خدمة البيع عن بُعد مع التوصيل إلى المنازل من خلال نافذة الوجبات الجاهزة، وبدأ الافتتاح التدريجي للمحلات المختارة على عدة مراحل بدايةً من يوم 24 مارس فصاعدًا. لم تأمر الحكومة بغلق المصانع، ولكن أُغلقت العديد من المصانع طوعًا خلال النصف الثاني من شهر مارس، وكانت شركة هيونداي أول الشركات التي عادت إلى العمل بدايةً من يوم 14 أبريل. كانت دولة التشيك أولى الدول الأوروبية التي فرضت ارتداء أقنعة الوجه الطبية بدايةً من يوم 19 مارس فصاعدًا. وكان اختبار الإصابة بكوفيد 19 متاحًا على نحو واسع مع توفر مواقع لخدمة إجراء الاختبار دون مغادرة السيارة منذ يوم 14 مارس، ومنذ يوم 27 مارس، أُتيح لكل من يعاني من الحمى أو السعال الجاف أو ضيق التنفس إجراء الاختبار مجانًا. ومنذ يوم 13 أبريل فصاعدًا، تفوقت قدرة الدولة لإجراء اختبار كوفيد 19 على الطلب عليه بشكل كبير. شملت عمليات تتبع المخالطين للمصابين أيضًا الكشف الطوعي عن موقع الهاتف المحمول، وبيانات الدفع لبطاقة السحب المباشر خلال الأيام السابقة، والحجر الصحي للمخالطين المُتعرَّف عليهم. وبحلول يوم 1 مايو عام 2020، حُددت 257 حالة وفاة مرتبطة بكوفيد 19 في جمهورية التشيك، مقارنةً بعدد 2719 حالة وفاة مرتبطة بكوفيد 19 في دولة السويد ذات التعداد السكاني المقارب للتشيك، التي لم تُطبق إجراءات الإغلاق الكامل للدولة.
بدأت جمهورية التشيك في تخفيف هذه التدابير بدايةً من يوم 7 أبريل عام 2020 فصاعدًا، مع رفع أغلب القيود المُطبقة بحلول يوم 11 مايو عام 2020.

## خلفية
في يوم 12 يناير عام 2020، أكدت منظمة الصحة العالمية (WHO) أن فيروس كورونا المستجد كان سببًا للمرض التنفسي الذي أصاب مجموعةً من الناس في مدينة ووهان بمقاطعة هوبي الصينية، وبُلغت المنظمة عن هذا المرض يوم 31 ديسمبر عام 2019.
يعَد معدل الوفيات للحالات المصابة بمرض كوفيد 19 أقل من معدل الوفيات في مرض السارس لعام 2003، ولكن يعَد معدل انتقاله أكبر بكثير، مع ارتفاع العدد الكلي للوفيات بشكل كبير.

## الخط الزمني

### 28 يناير
اختُبرت الحالات المشتبه في إصابتها بكوفيد 19، وكانت النتائج سلبيةً حتى يوم 28 يناير 2020.

### الأسبوع التاسع (24 فبراير حتى 1 مارس)
28 فبراير
حتى يوم 28 فبراير، اختُبرت 170 حالةً بنتائج سلبية. فرضت السلطات الصحية حجرًا صحيًا منزليًا على 307 شخص، وكان 77 منهم في إقليم جنوب بوهيميا.
1 مارس
أعلن آدم فوجتش، وزير الصحة، عن تأكد إصابة ثلاث حالات بكوفيد 19 بواسطة المختبر المرجعي الوطني. تلقت الحالات الثلاث علاجها في مستشفى بولوفكا في براغ، وُجدت إحدى هذه الحالات في مدينة أوستي ناد لابم، ولكنها نُقلت إلى مستشفى بولوفكا. كانت جميع الحالات على صلة بإيطاليا الشمالية. وكان في إحدى الحالات رجل عائد من مؤتمر في مدينة أوديني الإيطالية، وكانت الحالة الثانية سائحة أمريكيةً تدرس في ميلان الإيطالية، والحالة الثالثة لرجل عائد من عطلة تزلج على الجليد في بلدية أورونزو دي كادوري الإيطالية.

### الأسبوع العاشر (2 حتى 8 مارس)
2 مارس
أُكدت إصابة حالة أخرى، وهي سيدة كانت في عطلة تزلج على الجليد في بلدية أورونزو دي كادوري وكانت مقيمةً في نفس الفندق الذي كان فيه الرجل في الحالة السابقة.
3 مارس
أُكدت إصابة حالة أخرى، وهي سيدة من الإكوادور تدرس في ميلان، وهي صديقة للسائحة الأمريكية التي كانت نتائج اختبار إصابتها إيجابيةً قبل عدة أيام آنذاك.
بدأت الحكومة في اتخاذ التدابير الفعالة.
5 مارس
أُكد إصابة أربع حالات جديدة: مواطن تشيكي ومواطن إيطالي عائدان من إيطاليا في نهاية شهر فبراير، وحالة مرتبطة بالحالة رقم 3، وحالة مرتبطة بالحالة رقم 6.
6 مارس
أُعلن عن إخضاع المواطنين العائدين من بعض المناطق المحددة في إيطاليا للحجر الصحي الإجباري مدة 14 يومًا. وحتى يوم 6 مارس، فرضت السلطات الصحية المحلية الحجر الصحي المنزلي على 1011 مواطنًا، كان 341 منهم في مدينة براغ، و160 في إقليم جنوب بوهيميا، و63 في إقليم بوهيميا الوسطى.

### الأسبوع الحادي عشر (9 حتى 15 مارس)
9 مارس
أعلن مستشفى بولوفكا في براغ عن خروج جميع السياح المصابين إلى الحجر الصحي المنزلي باستثناء سائحين، الحالة رقم 2 من الولايات المتحدة والحالة رقم 5 من الإكوادور.
10 مارس
حُددت حالات إصابة بالفيروس في عدد متزايد من الأقاليم في البلاد. أصبحت جمهورية التشيك واحدة من الدول الأولى الأوروبية التي أغلقت مدارسها.
11 مارس
وصل أول مريض بمرض كوفيد 19 إلى حالة صحية تستدعي وحدة العناية المركزة.
12 مارس
صرحت حكومة التشيك بحالة الطوارئ مدة 30 يومًا وتبنت عددًا من التدابير.
13 مارس
اختُرقت شبكة مستشفى برنو الجامعي، أحد مراكز اختبار كوفيد 19، ما أدى إلى تعطل الخدمات.
15 مارس
أعلن أندريه بابيش، رئيس الوزراء التشيكي -قبل منتصف الليل بقليل- عن الموافقة على تطبيق الحجر الصحي في جميع أنحاء البلاد.

### الأسبوع الثاني عشر (16 حتى 22 مارس)
16 مارس
خضع نحو 11 مليون شخص مقيم في التشيك للحجر الصحي، بدايةً من منتصف الليل، بعد ساعة من الموافقة على تصريح تطبيق الحجر الصحي في جميع أنحاء البلاد في اليوم السابق. أصبحت جمهورية التشيك واحدةً من أولى الدول الأوروبية التي أغلقت حدودها بشكل كامل، مع استثناءات تشمل النقل الدولي للبضائع. أُعلن في نفس اليوم عن تعافي أول ثلاث حالات.
21 مارس
بدأت رحلات تسليم المعدات الوقائية التي اشترتها حكومة التشيك من الصين: أحضرت طائرة للنقل الثقيل من طراز أنتونوف أن 124 -وفرتها وكالة الدعم والمشتريات بحلف شمال الأطلسي (ناتو)- 100 طن من الأقنعة الطبية، وأقنعة التنفس، وادوات اختبار فيروس كورونا المستجد من الصين، بينما أحضرت طائرة تابعة لخطوط شرق الصين الجوية 7 ملايين قناع طبي. ساعد هذا على تخفيف النقص في معدات الوقاية الشخصية (PPE) في جمهورية التشيك. وطبقًا لوكالة خدمة معلومات الأمن التشيكية، وقع النقص بعد تنفيذ السفارة الصينية لعمليات شراء ضخمة لأقنعة التنفس الموجودة في السوق التشيكي، خلال شهري يناير وفبراير، ثم نقلها إلى الصين.
22  مارس - الإعلان عن حالة الوفاة الأولى:

توفي مريض مصاب بالفيروس يبلغ من العمر 95 عامًا. وبالرغم من إصابته بكوفيد 19، لم يكن هذا المريض في وحدة العناية المركزة في وقت وفاته، ولم يعانِ من الالتهاب الرئوي، وهو أحد أسباب الوفاة الخاصة بمرض كوفيد 19. كان هذا الرجل يعاني من مشاكل مزمنة بالقلب وكان يستخدم ناظمة قلبية اصطناعية. حُدد سبب الوفاة رسميًا بأنه «إعياء كامل بالجسم».
استُثني العاملون العابرون للحدود في البداية من قرار حظر السفر الشامل. ومع تحول النمسا وألمانيا تدريجيًا إلى بؤرتين كبيرتين لتفشي كوفيد 19، بدأت الحكومة التشيكية في تضييق القوانين للعاملين المسافرين. وفي يوم 26 مارس، طُلب من العاملين المسافرين إلى النمسا وألمانيا أن يبقوا هناك مدة 21 يومًا على الأقل. وعند عودتهم، سيُخضَعون للحجر الصحي مدة 14 يومًا. لن يخضع التشيكيون العاملون في الخارج بالخدمات الصحية، والاجتماعية، والطوارئ  لهذه القوانين الجديدة. أُزيلت هذه القوانين منذ يوم 14 أبريل فصاعدًا.
أصبحت المقاطعات الحدودية مع ألمانيا والنمسا تدريجيًا بؤرًا مركزيةً لتفشي كوفيد 19 في جمهورية التشيك. وصلت مقاطعة دوماجليتسه إلى أعلى نسبة إصابة بكوفيد 19 بين السكان في البلاد. وطبقًا لنائب رئيس مجلس وزراء، تجنبت الحكومة التشيكية غلق ثغرة المسافرين بسبب اعتماد نظام الرعاية الصحية في هذه المناطق الألمانية والنمساوية القريبة من الحدود التشيكية على العاملين المسافرين من التشيك، وأيضًا بسبب خوف الحكومة من أن يدفع هذا القرار دولة سلوفاكيا إلى إغلاق الحدود أمام السلوفاكيين المسافرين الذين يعملون في القطاع الصحي التشيكي
.

### الأسبوع الثالث عشر (23 حتى 29 مارس)
23 مارس
أعلنت السلطة الصحية المحلية في إقليم مورافيا سيليزيا أن 80% من عمليات الفحص لمرض كوفيد 19 -التي نُفذت في الإقليم خلال الأيام الماضية باستخدام عُدد الفحص السريع التي اشترتها الحكومة وأحضرتها من الصين جوًا (بإجمالي 300 ألف عدة اشترتها الحكومة التشيكية بسعر كلي يبلغ 54 مليون كرونة تشيكية أب ما يعادل 2.1 مليون دولار أمريكي تقريبًا)- كانت خاطئةً عند إعادة الفحص باستخدام الطريقة الأساسية. أُكد لاحقًا أن السبب هو الاستخدام الخاطئ إذ إن الفحص السريع يتفاعل مع استجابة مناعة المريض وهو غير مناسب للكشف عن المُصابين الجدد بالفيروس.
24 مارس
أُبلغ عن حالة وفاة ثانية في البلاد: وهو رجل يبلغ من العمر 45 عامًا توفي بعد قضاء ستة أيام في مستشفى بمدينة هافروف. كان المريض يعاني من مرحلة متقدمة من مرض السرطان، مع انبثاث الورم الخبيث إلى عدة أعضاء في جسده. كان فشل الأعضاء المتعدد بفعل مرض السرطان سبب الوفاة لهذا المريض، ولكن إصابته بعدوى كوفيد 19 عجّلت من وفاته.  
أُبلغ عن حالة الوفاة الثالثة في البلاد: وهي امرأة تبلغ من العمر 71 عامًا توفيت في المستشفى الجامعي العام في براغ. كانت المريضة تعاني من داء الانسداد الرئوي المزمن بالإضافة إلى أمراض أخرى، ولذلك لم يكن واضحًا للأطباء في البداية أنها ربما تكون مصابةً بمرض كوفيد 19. اختُبرت المريضة لإصابتها بمرض كوفيد 19، بعد نقلها إلى المستشفى فقط عندما أخبرت الأطباء عن عودة أحد أقاربها من إيطاليا مؤخرًا. خضعت المريضة لجهاز التنفس الاصطناعي، ولكنها فارقت الحياة بعد قضاء ثلاثة أيام بالمستشفى.
بجانب سائق أوبر الذي خضع لعملية الأكسجة الغشائية خارج الجسم (ECMO)، كان هناك 19 مريضًا إضافيًا في المستشفيات في حالة حرجة، وخضع جميعهم لجهاز التنفس الاصطناعي.
25 مارس
أُبلغ عن حالتي الوفاة الرابعة والخامسة في البلاد: كانت الضحية الرابعة تبلغ من العمر 82 عامًا من مدينة براغ وكانت تعاني مشاكل صحية مزمنة لفترة طويلة. وكانت الحالة الخامسة لرجل يبلغ من العمر 88 عامًا من إقليم بوهيميا الوسطى، وكان يتلقى علاجه في منزله وكان يعاني مرضًا مزمنًا.
توفيت الحالة السادسة في مستشفى ثوماير. وكان هذا المريض، البالغ من العمر 75 عامًا، يعاني داء السكري وداء باركنسون بالإضافة إلى مشاكل متقدمة في القلب. كان المريض في المستشفى منذ شهر يناير وأُصيب بالعدوى خلال فترة الرعاية ما بعد الجراحة. وبعد النتيجة الإيجابية لاختبار إصابة هذا المريض بكوفيد 19، اختبر المستشفى جميع المرضى الموجودين في نفس جناح المريض، وهم 29 مريضًا، في يوم 22 مارس، وكانت نتائج اختبارهم جميعًا سلبيةً. أُعيد الاختبار مرةً أخرى في يوم 25 مارس، وكانت نتائج 13 مريضًا منهم إيجابيةً هذه المرة. أُصيب العديد من أفراد طاقم المستشفى بالفيروس قبل ذلك، وربما كانت إصابتهم في أثناء اعتنائهم بسائق أوبر الذي أصبح لاحقًا أول مريض في البلاد يخضع لعلاج الريمديسيفير. شُخّص المريض في البداية بإصابته بالإلتهاب الرئوي البسيط دون أي مؤشرات أولية عن كوفيد 19. كانت هناك ممرضتان من الممرضات المصابة بالفيروس، في الجناح المحلي للالتهاب الرئوي في المستشفى في وقت حالة الوفاة السادسة.
كانت الحكومة تخطط لإخلاء المواطنين التشيكيين من أستراليا ونيوزيلاندا في نهاية ذلك الأسبوع. وظل هناك المئات من التشيكيين خارج البلاد، في أوقيانوسيا وجنوب شرق آسيا بشكل رئيسي.
وصلت طائرة من طراز أنتونوف أن 124، وفرتها وكالة الدعم والمشتريات بحلف الناتو، محملة بأربعة وعشرين طنًا من المنتجات الطبية التي اشترتها حكومة التشيك من الصين مرةً أخرى. احتوت هذه الشحنة على 52600 بدلة وقائية، و70900 نظارة وقائية، و250000 قفاز طبي، و1160000 قناع تنفس، و8 مليون قناع طبي. وخُطط لشحنة معدات الوقاية الشخصية، التي اشترتها الحكومة أيضًا، أن تصل بواسطة الطائرات من خلال خطوط سمارتوينغز الجوية وخطوط شرق الصين الجوية، إذ تعاقدت الحكومة معهما مقدمًا مقابل تسع رحلات في الأسبوع مدة ستة أسابيع.
26 مارس
اختُبرت طالبة تايوانية عشرينية عائدة من جمهورية التشيك إلى تايوان، وكانت نتائج اختبار الإصابة بفيروس كورونا المستجد إيجابيةً. تركت الطالبة جمهورية التشيك بعد قضاء ثمانية أشهر في البلاد في يوم 19 مارس عام 2020، وأعلمت السلطات التايوانية بالأعراض الظاهرة عليها (الحمى والإسهال) في يوم 24 مارس، وشُخصت بإصابتها بمرض كوفيد 19 في يوم 26 مارس عام 2020. وكان هناك 34 حالةً مُصابةً بالفيروس في التشيك في حالة حرجة.
27 مارس
أُصيبت ستة دور مسنين على الأقل بتفشي فيروس كوفيد 19، على الرغم من تطبيق الحجر الصحي على هذه الدور منذ أسبوعين. لاحظت السلطات أيضًا ارتفاعًا في أعداد المصابين بكوفيد 19 بين العاملين بالقطاع الصحي. وبزيادة سعة اختبار الإصابة بكوفيد 19، سهلت الحكومة متطلبات إجراء الاختبار مجانًا. أُتيح لكل من يعاني من الحمى أو السعال الجاف أو ضيق التنفس أن يجري اختبار الإصابة بكوفيد 19 مجانًا.
29 مارس
توفي خمسة أشخاص. وكان من ضمن هؤلاء الضحايا ممرضة بعمر 45 عامًا من مستشفى ثوماير، وسيدة مسنة من دار مسنين بحي ميخل في براغ، وسيدة مسنة من دار مسنين بقرية بريفنيتسه. وكان هناك 227 مصابًا بالفيروس في المستشفيات، من بينهم 45 مريضًا في حالة حرجة.

### الأسبوع 14 (30 مارس – 5 أبريل)
30 مارس – في إقليم جنوب مورافيا، بدأت تجربة ما يُدعَى بـ«الحجر الصحي الذكي» حيث يجري تتبع تاريخ السفر المحلي للأشخاص المصابين باستخدام بيانات من هواتفهم النقالة وبطاقاتهم البنكية. وُظَّف 300 عسكري لتعزيز سلطة الصحة المحلية بهدف تتبع اتصالات المرضى وجمع العينات. إن بدا هذا المنهج ناجحًا للسلطات من أجل القضاء على الجائحة سيُخطَّط ليحل «الحجر الصحي الذكي» محل سياسة حظر التجول الموجودة حاليًا على نطاق كامل الدولة. بدأت مدينة أوهيرسكي برود تطهيرًا شاملًا لكل المناطق المشتركة التابعة للأبنية ذات الشقق والمناطق العامة بعد حدوث زيادة كبيرة في حالات الإصابة بكوفيد-19. سجلت السلطة الصحية 30 حالة جديدة في المدينة.
31- مارس – في مجتمع يعيش فيه 72 شخص في منزل للمتقاعدين في ليتوميريتسه، ثبت إصابة 52 شخصًا. قرر موظفو منزل التقاعد في تشيسكا كامانيتزي (Česká Kamenice) البقاء مع زبائنهم 24 ساعة في اليوم حتى 14 أبريل لتجنب احتمالية نقلهم عدوى كوفيد-19 للمسنين.
1 أبريل – أبلغت جمهورية التشيك قبل شهر عن أول حالة إصابة بفيروس كورونا. توفي مسن ثانٍ من منزل التقاعد في ليتوميريتسه، بالإضافة إلى مسنين من براغ ومورافيا-سيليزيا. عالج قسم الأمراض المعدية التابع للمشفى العسكري المركزي في براغ المرضى المصابين بكوفيد-19 بهيدروكسي كلوروكين. أٌطلِق 8 منهم للحجر الصحي المنزلي. سيُجرَى تقييم نتائج الأولية لهذا العلاج في أبريل. كان يُستخدَم الكلوروكين وهيدروكسي الكلوروكين في الأساس لعلاج الملاريا، لكنهما حاليًا يساعدان أيضًا المرضى المصابين بأمراض مناعية ذاتية مثل التهاب المفاصل الروماتويدي أو الذئبة الحمامية الشاملة. تعتبر منظمة الصحة العالمية هاتين المادتين إحدى الخيارات لعلاج كوفيد-19.
2 أبريل – توفي أحد الضحايا في المشفى الجامعي العام في براغ، وضحية أخرى هي مريضة مسنة عمرها 79 عام كانت قد اُدخِلت مشفى جامعة هرادتس كرالوفه. قررت الحكومة تمديد الرقابة الحدودية 20 يومًا. ستستمر فحوصات الحدود مع ألمانيا والنمسا حتى منتصف ليلة الجمعة 24 أبريل.
3 أبريل – حدث جدل عام حول شحنات معدات الحماية الشخصية التي اشترتها الحكومة التشيكية ونُقِلت جوًا من غينيا. في 31 مارس، أشاد محافظ براغ زدنياك هجيب (Zdeněk Hřib) إعلاميًا بحكومة تايوان من أجل تبرعها بأجهزة تنفس اصطناعي لوحدات العناية المركزة لجمهورية التشيك، بينما أشار إلى أن كل المعدات القادمة من الصين قد جرى شراؤها، ولم يجري التبرع بأي منها. رد ممثلو الأعمال الصينية في جمهورية التشيك بادعائهم أن الصين قد تبرعت بمعدات حماية شخصية ستُسلَّم إلى مشافي التشيك في 1 أبريل. وفقًا لوسائل الإعلام، تلقت السطات التشيكية وعدًا بالتبرع بمعدات الحماية شخصية، لكن لم يصل أي منها بحلول 3 أبريل 2020.
4 أبريل – أصيب 29 شرطي في جمهورية التشيك، بينما وُضِع 343 آخرون في الحجر الصحي الوقائي.

### الأسبوع 15 (6 - 12 أبريل)
6 أبريل – خففت الحكومة عددًا من إجراءات التقييد، على سبيل المثال: من خلال فتح مناطق الرياضة الخارجية (بما فيها التزلج، ونطاقات الرماية...إلخ)، والحركة في المنتزهات والطبيعة دون أقنعة وجهية، وفتح عدد أكبر من المتاجر والخدمات (انظر إلى قسم السياسات أدناه).
7 أبريل – سعت الحكومة إلى تمديد حالة الطوارئ في الدولة مدة 30 يومًا أي حتى 12 مايو 2020. وافق مجلس النواب على التمديد حتى 30 أبريل 2020.
12 أبريل -  أعلنت الحكومة أنها كانت تجهز خطة من أجل رفع التقييدات المتبقية تدريجيًا. هدفت الكومة إلى الوصول إلى ما لا يزيد عن 400 حالة إصابة جديدة يوميًا من أجل منع حدوث عبء زائد على نظام الرعاية الصحية. بدلًا من التقييدات العامة، يجب الوصول إلى الحد الأقصى المُستهدَف من خلال تتبع اتصالات الحالات الإيجابية (انظر إلى قسم السياسات أدناه).

### الأسبوع 16 (13 – 19 أبريل)
13 أبريل – انخفض عدد اختبارات كوفيد-19 من 8,000 اختبار يوميًا إلى نحو 3,200 اختيار يوميًا خلال عطلة عيد الفصح والتي تضمنت أيضًا يومي الجمعة والاثنين كعطلة رسمية. وفق السلطة الصحية، فإن القدرة على إجراء الاختبارات في عطلة عيد الفصح قد تجاوزت بشكل كبير الطلب على الاختبار من المرضى المحتملين. توقعت السلطة الصحية أن يزداد الطلب مرة أخرى في الأسبوع التالي.
14 أبريل – انتهى إغلاق حدود كامل قد استمر شهرًا (انظر إلى قسم السياسات أدناه). بدأ عدد كبير من الرومانيين التشيكيين يعودون من المملكة المتحدة المتضررة بشكل كبير من الفيروس حيث عاش العديد منهم أكثر من 15 عامًا ما أدى إلى الخوف من حدوث زيادة محتملة في عدوى كوفيد-19.
استأنف مصنع شركة هيونداي في نوسوفيتشي، الذي يصنع 1500 سيارة يوميًا بما في ذلك كونا إلكتريك، الإنتاج بعد توقف دام ثلاثة أسابيع. وبعد عشرة أيام، أعفت الحكومة «المتخصصين والعاملين الرئيسيين» الكوريين في شركة هيونداي الضروريين لزيادة إنتاج السيارات الكهربائية من تقييدات الحجر الصحي عبر الحدود. لم تتأثر مصانع التصنيع بالتقييدات الحكومية، ومع ذلك قرر العديد منها الإغلاق بشكل طوعي.
تلخص الحكومة التشيكية خطة من خمس خطوات لإعادة فتح المتاجر، والمطاعم، والشركات الأخرى. ستُنفَّذ كل خطوة لاحقة كما خُطِّط لها فقط إذا لم تسفر الخطوة السابقة عن إجمالي 400 مصاب جديد بكوفيد-19 يوميًا.
- 20 أبريل: أسواق المزارعين، والتجار أصحاب المتاجر، ومتاجر السيارات وصالات العرض، والمناطق الرياضية الخارجية للمحترفين، بدون متفرجين، وحفلات زفاف تصل حتى 10 أشخاص مع اتباع القواعد الصحية.
- 27 أبريل: المتاجر التي تقل مساحتها عن 200 متر مربع ما عدا تلك الموجودة في مراكز التسوق تزيد مساحتها عن 5,000 متر مربع، وتلك التي حُدِّد أنها ستفتح في تاريخ لاحق.
- 11 مايو: المتاجر التي تقل مساحتها عن 1,000 متر مربع ما عدا تلك الموجودة في مراكز التسوق تزيد مساحتها عن 5,000 متر مربع، وتلك التي حُدِّد أنها ستفتح في تاريخ لاحق، ومدارس تعليم القيادة، والمراكز الرياضية ومراكز اللياقة (ولكن ليس غرف تبديل الملابس أو الدوشات).
- 25 مايو: المناطق الخارجية من المطاعم، والمقاهي، والحانات، والبوفيهات، ومصانع النبيذ، ومتاجر البيرة ذات البيع الخارجي ومناطق جلوس في الحديقة، ومتاجر الحلاقة، ومصففي الشعر، وصالونات الأظافر، وصالونات السمرة، وصالونات التجميل، وصالونات التدليك، والمتاحف، والمعارض، وقاعات الفن، وحدائق الحيوانات (المناطق الخارجية فقط).
- 8 يونيو: كل المتاجر الموجودة في مراكز تسوق، والمتاجر التي تزيد مساحتها عن 1,000 متر مربع الموجودة خارج مراكز التسوق، والمناطق الداخلية من المطاعم، والمقاهي، والحانات، والبوفيهات، ومصانع النبيذ، ومتاجر البيرة، والفنادق، ومقدمي أماكن الإقامة الآخرى (ومطاعهما ومقاهيها)، وخدمات التكسي، واستديوهات الوشم والثقب، والمسارح، والقلاع، والقصور والنشاطات الثقافية الأخرى وفق التنظيمات الحالية، والفعاليات الجماعية لعدد محدد من الناس، والفعاليات الثقافية والتجارية والرياضية لعدد أقل من 50 شخصًا، وحفلات الزفاف مع اتباع برتوكول صحي محدد، والمناطق الداخلية من حدائق الحيوانات.

لم يبقى الجدول الزمني المذكور على حاله بل سرعته الحكومة بشكل كبير رافعة التقييدات في الأسابيع التالية إذ إن معظم التقييدات قد رُفِعت بحلول 11 مايو.

### الأسبوع 17 (20 – 26 أبريل)
22 أبريل 2020 – أعلن رئيس الوزراء أندريه بابيش أن الحكومة لن تطلب من مجلس النواب تمديد حالة الطوارئ في الدولة إلى ما بعد 30 أبريل. في أثناء ذلك، أعلن وزير الداخلية أنه يسعى لنقاش الموضوع زاعمًا أن حالة الطوارئ ضرورية من أجل قدرة الحكومة على تأمين وتوزيع معدات الحماية الشخصية بشكل أسرع خارج عملية التأمين الشرعية المعيارية.
23 أبريل 2020 – ألغت المحكمة البلدية في براغ صلاحية بعض التقييدات المتبناة من أجل محاربة انتشار كوفيد-19. على وجه الخصوص، ألغت المحكمة تدابير وزارة الصحة للحماية التي فرضت حظر التجول، ومنعت زيارات المشافي، ومنعت بيع التفرقة وخدمات مختارة.  رأت المحكمة أن هذه التقييدات الواسعة للحقوق الأساسية لا يمكن أن تُتخَذ إلا بموجب قانون الأزمات من قبل الحكومة ككل، وليس بموجب قانون حماية الصحة العامة من قبل وزارة الصحة بمفردها. إن كلا حظر التجول ومنع بيع التفرقة كانت قد تبنتهما في الأساس قرارات الحكومة في 14 و15 مارس على الترتيب، على أي حال، استبدلتهما بعد ذلك تدابير وزارة الصحة للحماية ابتداء من 25 مارس فصاعدًا. ألغت الحكومة هذه الإجراءات ابتداء من 27 مارس فصاعدًا ما أعطى الحكومة 3 أيام للتعامل مع الموقف. قد تقدم وزارة الصحة استئنافًا للمحكمة الإدارية العليا. في يوم قرار المحكمة، كان هناك دعاوي ضد 17 تدبيرًا آخرًا لا تزال مُعلَّقة.  
رغم أن تدابير وزارة الصحة للحماية يمكن تبينها إلى جل غير مسمى، إلا أنه يمكن تبني تدابير الحكومة بموجب قانون الأزمات فقط لفترة حالة الطوارئ. قد تعلن الحكومة حالة الطوارئ مدة 30 يومًا، وأي تمديد يتطلب موافقة مجلس النواب.
قررت المحكمة حقيقة أن التدابير لم تتخذها الحكومة بموجب سلطات قانون الأزمات، ولكنها اتخذِت من قبل وزارة الصحة بموجب قانون حماية الصحة العامة ما يؤدي إلى انتهاك الضمانات الدستورية لفصل السلطات. عند اعتماد تدابير بموجب قانون الأزمات، تخضع الحكومة باستمرار لإشراف مجلس النواب. بموجب المادة 5 (4) من القانون الدستوري المتعلق بأمن جمهورية التشيك، يمكن لمجلس النواب إلغاء حالة الطوارئ في أي لحظة. وبالتالي سحب سلطة الحكومة في تبني تدابير الأزمات بموجب قانون الأزمات بما في ذلك تلك التي تنتهك الحقوق الأساسية. أدى اعتماد وزارة الصحة للتدابير بموجب قانون حماية الصحة العامة إلى إحباط هذه الرقابة من قبل مجلس النواب. في الواقع، إن المدعى عليه يقيد السلطات الدستورية لمجلس النواب بغير حق.
- حكم محكمة براغ البلدية رقم 14 أ 41/2020 ، القسم 152 ، من 23 أبريل 2020.
24 أبريل 2020 –  تماشيًا مع قرار محكمة براغ البلدية، أعلنت الحكومة أنها ستسعى للحصول على موافقة مجلس التواب لتمديد حالة الطوارئ حتى 25 مايو. في الوقت نفسه، أعلنت الحكومة عن خارطة طريق أسرع لرفع التقييدات.  

### الأسبوع 18 (27 أبريل – 3 مايو)
28 أبريل – سعت الحكومة لتمديد حالة الطوارئ حتى 25 مايو 2020. وافق مجلس النواب على التمديد حتى 17 مايو 2020.

### الأسبوع 19 (4 مايو – 10 مايو)
6 مايو – عرضت وزارة الصحة نتائج دراسة حول معدل حدوث كوفيد-19 أُجريت على مدى الأسابيع السابقة. من أصل 26,549 شخص (متطوعين ومجموعات معرضة للخطر من المصابين بأمراض مزمنة) فُحِصوا من أجل وجود الأجسام المضادة، حدد الاختبارات التي أجريت في كل أرجاء الدولة أن 107 أشخاص فقط ممن لديهم أجسام مضادة لم يُكتشَفوا سابقًا. يظهر هذا معدل نجاح مرتفع لتتبع التواصل وتدابير الحجر الصحي، ومعدل منخفض جدًا لوجود الفيروس لدى عامة الشعب.

### الأسبوع 20 (11 مايو - )

يسمح منع وقوع إصابات جديدة لتقليل عدد الحالات في وقت معين، والمعروف باسم تسطيح المنحنى، لخدمات الرعاية الصحية بإدارة نفس الحجم من المرضى إدارةً أفضل.

## المنحنى الوبائي

### تسطيح المنحنى
تتمثل الأولوية الرئيسية للدول المتضررة حاليًا في الانتقال إلى زمن تضاعف أبطأ للحالات الجديدة، لضمان بقاء المستشفيات أقل ازدحامًا وبالتالي إنقاص معدل الوفيات.
تتخذ حكومات البلدان المختلفة مناهج مختلفة لتسطيح منحنى الوباء. إلى جانب حظر السفر وعزل مجتمعات كاملة، يُطلب من المواطنين أغلب الأحيان البقاء في المنزل والحفاظ على التباعد الاجتماعي.
تشير الأبحاث إلى وجوب تطبيق الإجراءات تطبيقًا صارمًا وفوريًا حتى تكون فعالة. يلعب أيضًا التزام المجتمع الوطني بدعم وتحمل القيود والالتزام بنصيحة السلطات الصحية دورًا هامًا في نجاح تسطيح منحنى الوباء والحد من انتشار الفيروس.
على سبيل المثال، كانت جهود الاختبار الشامل في كوريا الجنوبية ناجحة. وصلت قدرة الاختبار الوطنية الكورية الجنوبية إلى 15,000 اختبار يوميًا. مقارنةً بحجم السكان، وصلت جمهورية التشيك إلى نفس معدل الاختبار في 23 مارس 2020. أطلقت وزارة الداخلية في كوريا الجنوبية أيضًا تطبيقًا للهواتف الذكية يمكنه تتبع وحدة العزل وجمع البيانات عن الأعراض، حتى يتمكن العلماء من رؤية المزيد البيانات الوبائية.

### مقارنة المنحنى
تُظهر مقارنة الأرقام التراكمية للحالات المؤكدة في بلدان معينة، منها جمهورية التشيك، المنحنيات المختلفة للوباء في بلدان مختلفة. يوضح الرسم البياني عدد الحالات المعروفة والوتيرة التي يزداد بها العدد على مقياس لوغاريتمي. قد يكون العدد الفعلي للأشخاص المصابين على الأرجح، أعلى بكثير، إذ تظهر فقط الحالات التي أُكدَت فيها الإصابة بالفيروس عن طريق الفحوص المخبرية. قد تكون العديد من الحالات لا عرضية أو قد يكون مسار المرض فيها ذي أعراض معتدلة ولا تبحث هذه الحالات أبدًا عن علاج. في حالات أخرى، قد يكون الفيروس في فترة الحضانة، حين يكون غير عرضي وقد لا يُكشف حتى عن طريق الاختبار.

#### المنحنى الوبائي لكوفيد-19 في بلدان معينة لكل 1 مليون نسمة (مقياس خطي/ من الحالة المئة)
إجراءات الحظر في التشيك:  اليوم 0: إغلاق المدارس/ اليوم 2: حالة الطوارئ: إغلاق المنشآت الرياضية وإغلاق المطاعم والحانات في الساعة 8 مساءً، وضبط الحدود، وحظر السفر، ومنع أكثر من 30 فعالية/ اليوم 3: تجريم نشر الفيروس عن عمد/ اليوم 4: الإغلاق الكامل لجميع المطاعم والحانات، على سبيل المثال: متاجر المواد الغذائية، ومحطات الوقود، والصيدليات/ اليوم 5: الحجر الصحي لكامل البلاد، على سبيل المثال: التسوق، واحتياجات العمالة/ اليوم 6: إغلاق الحدود والبلديات في منطقة أولوموك/ اليوم 8: تغطية الأنف والفم الإجبارية/ اليوم 9: افتتاح المتاجر 7-9 ساعات خاصة للكبار / اليوم 10: تغيير ساعات افتتاح المتاجر إلى 8-10 ساعات للكبار.
إجراءات تخفيف الحظر في جمهورية التشيك: اليوم 20: رفع الحظر عن فتح البلديات في منطقة أولوموك/ اليوم 27: قانون تسهيل الحركة في الحدائق والطبيعة دون قناع الوجه وفتح بعض الملاعب الرياضية الخارجية/ اليوم 35: تسهيل شروط الدخول إلى أراضي جمهورية التشيك/ اليوم 40: إعادة فتح أسواق المزارعين والمتاجر الصغيرة.

## عدد التكاثر الأساسي
في علم الأوبئة، يمكن اعتبار عدد التكاثر الأساسي للعدوى (يُطلق عليه أحيانًا النسبة التكاثرية الأساسية، أو معدل التكاثر الأساسي بشكل غير صحيح، ويرمز إليه بـ R0، ويلفظ آر صفر) على أنه العدد المتوقع للحالات الناتجة مباشرة عن حالة واحدة في السكان حيث يكون جميع الأفراد عرضة للإصابة. يصف التعريف الحالة التي لا يوجد فيها أفراد آخرون مصابون أو منيعون (بشكل طبيعي أو من خلال اللقاح).
كلما زاد عدد التكاثر الأساسي، انتشر المرض انتشارًا أسرع. إذا كان عدد التكاثر الأساسي أقل من واحد، ينخفض التكاثر بين السكان.

### تطور نسبة الحالات الجديدة في جمهورية التشيك
خلال النصف الثاني من مارس 2020، أظهر تقدم الوباء في جمهورية التشيك انخفاضًا في نسبة آر صفر من القيمة فوق 2.0 إلى القيمة 1.5 أو أقل. وانخفضت النسبة اليومية للعدد الإجمالي للحالات بطريقة مماثلة، إذ انخفضت إلى أقل من 10 بالمئة في نهاية مارس.
في 1 أبريل، أعلن مدير معهد المعلومات والإحصاءات الصحية أن عدد آر صفر يتراوح بين 0.87 و1.33 مع القيمة الأكثر رجحانًا المقدرة بـ 1.1.

## انتشار الفيروس
خلال فترة عطلة الربيع بين بداية فبراير ومنتصف مارس 2020، سافر ما يقدر بنحو 16,500 مواطن تشيكي إلى إيطاليا.

## سياسات مكافحة العدوى
| نوع الإجراء   | وصفه                                                                   | التفاصيل | تاريخ التشريع | مدة التطبيق                                                                            | ملاحظات | السلطة المسؤولة |
| إجراءات مخففة | تقييد السفر(قبل إغلاق الحدود)                                          | تعليق منح تأشيرات جديدة في الصين | 30 يناير 2020 | إلى أجل غير مسمى أُلغي في 21 أبريل 2020.                                                | تبقى التأشيرات الممنوحة سابقًا صالحة | وزارة الصحة الإجراء الوقائي رقم. إم زد دي آر 5502/2020-2/بي آر أو وزارة الصحة الإجراء الوقائي رقم إم زد دي آر 16518/2020-1/إم آي إن/كيه إيه إن                                                                          |
| إجراءات مخففة | تقييد السفر(قبل إغلاق الحدود)                                          | تعليق الرحلات المباشرة من وإلى الصين | 8 فبراير 2020 | من 9 فبراير إلى أجل غير مسمى أُلغي في 21 أبريل 2020.                                    | ألغيت كل الرحلات المباشرة البالغ عددها 10 رحلات أسبوعيًا. | وزارة الصحة الإجراء الوقائي رقم إم زد دي آر 4618/2020-2/إم آي إن/كيه إيه إن (الإلغاء) |
| إجراءات مخففة | تقييد السفر(قبل إغلاق الحدود)                                          | تعليق الرحلات المباشرة من وإلى أقاليم محددة في إيطاليا. | 2 مارس 2020   | من 5 مارس 2020 حتى 19 مارس 2020.                                                       | تعليق كافة الرحلات من وإلى الأقاليم التالية في إيطاليا: إميليا -رومانيا وبيمونت ولومبارديا وفينيتيا. | وزارة الصحة الإجراء الوقائي رقم إم زد دي آر 5503/2020-6/بي آر أو |
| إجراءات مخففة | تقييد السفر(قبل إغلاق الحدود)                                          | تعليق الرحلات المباشرة من وإلى كوريا الجنوبية. | 2 مارس 2020   | من 5 مارس 2020 إلى أجل غير مسمى ألغي في 24 مارس 2020.                                  | تعليق كل الرحلات المباشرة من وإلى كوريا الجنوبية. | وزارة الصحة الإجراء الوقائي رقم إم زد دي آر 5503/2020-5/ بّي آر أو وزارة الصحة الإجراء الوقائي رقم. إم زد دي آر 5503/2020-15/ بّي آر أو (إلغاء)                                                                           |
| إجراءات مخففة | تقييد السفر(قبل إغلاق الحدود)                                          | تعليق منح تأشيرات جديدة في إيران | 7 مارس 2020   | من 7 مارس إلى أجل غير مسمى. ألغي في 21 أبريل 2020.                                     | يطبق على كل طالبي تأشيرات الدخول في إيران (بصرف النظر عن الجنسية). | وزارة الصحة الإجراء الوقائي رقم إم زد دي آر 10384/2020-1/إم آي إن/كيه إيه إن وزارة الصحة الإجراء الوقائي رقم إم زد دي آر 10384/2020-2/ إم آي إن/كيه إيه إن (إلغاء)                                                      |
| إجراءات مخففة | تقييد السفر(قبل إغلاق الحدود)                                          | فحوصات طبية عشوائية على المعابر الحدودية الرئيسية | 7 مارس 2020   | من 9 مارس الساعة 7 صباحًا إلى أجل غير مسمى.                                             | المعابر الحدودية الرئيسية (رازفادوف، فولمافا، زيليزنا رودا، دولني دفوريشتيا، هاته، بريتسلاف، تسينوفتس، بوميزي) يعمل فيها عدد من رجال الشرطة والجمارك ورجال الإطفاء. يُزوَد السائقون بمنشورات إعلامية بالتشيكية والإنكليزية والألمانية والإيطالية. تجرى فحوص لقياس درجة حرارة الركاب بشكل عشوائي. وضعت تدابير مماثلة في المطارات الدولية والقطارات العابرة للحدود. يمكن للأشخاص الذين يُبدون أعراضًا أن يعودوا من حيث جاؤوا أو يُنقلوا بواسطة سيارة إسعاف خاصة ليخضعوا للفحوصات اللازمة في أقرب مستشفى. انتشر الجيش في 10 مارس. | الحكومة |
| إجراءات مخففة | قيود على بيع اللوازم الطبية                                            | حظر بيع الأقنعة التنفسية من نوع إف إف بّي 3. يمكن بيع هذه الأقنعة للفئات التالية فقط: مقدمو الرعاية الصحية (أُلغي الاستثناء في 6 مارس) مقدمو الرعاية الاجتماعية (أُلغي الاستثناء في 6 مارس) حكومة الجمهورية التشيكية ووكالاتها موزعو أقنعة إف إف بّي 3 الموجودون في جمهورية التشيك، شريطة أن يبعها هؤلاء للمجموعات الأخرى المذكورة فقط | 3 مارس 2020   | من 4 مارس إلى أجل غير مسمى ألغي في 6 أبريل 2020                                        | قبل حظر بيع الأقنعة التنفسية من نوع إف إف بّي 3، وردت مذكرة من دائرة المعلومات الأمنية إلى الحكومة، تفيد بأن السفارة الصينية في براغ كانت تشتري الأقنعة المتاحة في السوق التشيكية بكميات ضخمة خلال شهري يناير وفبراير وتنقلها إلى الصين، ما أدى إلى نقصها في التشيك وعدم توفرها لمقدمي الرعاية الصحية والذي استمر أسابيع بعد تطبيق الحظر. | وزارة الصحة الإجراء الوقائي رقم إم زد دي آر 5503/2020-8/بّي آر أو وزارة الصحة الإجراء الوقائي رقم إم زد دي آر 5503/2020-12/بّي آر أو وزارة الصحة الإجراء الوقائي رقم إم زد دي آر 15190-2020-1/إم آي إن/كيه إيه إن (إلغاء) |
| إجراءات مخففة |                                                                        | حظر تصدير مطهرات الأيدي. | 5 مارس 2020   | من 5 مارس إلى أجل غير مسمى ألغي في 21 أبريل 2020.                                      | حظر تصدير مطهرات الأيدي المدرجة في المرفق 1، الفئة 1 من لائحة الاتحاد الأوروبي رقم 528/2012 (باستثناء الكميات الصغيرة للاستخدام الشخصي). | وزارة الصحة الإجراء الوقائي رقم. إم زد دي آر 5503/2020-9/بّي آر أو وزارة الصحة الإجراء الوقائي رقم إم زد دي ىر 16771/2020-2/إم آي إن/كيه إيه إن (إلغاء)                                                                  |
| إجراءات مخففة |                                                                        | حظر تصدير الأدوية | 17 مارس 2020  | من 17 مارس إلى أجل غير مسمى.                                                           | 17 مارس - 1 أبريل 2020 - حظر عام على تصدير الأدوية. من 1 أبريل وما بعده – حظر تصدير على أدوية مختارة. يطبق الحظر فقط على الأدوية المصنعة للسوق التشيكية. ويمكن تصدير الأدوية المصنعة تلبية لطلب مباشر من سوق أجنبية. | قرار حكومي رقم 104/2020 كول (حتى 1 أبريل) قرار حكومي رقم 146/2020. كول (بعد 1 أبريل) |
| إجراءات مخففة | وجوب الإبلاغ عن التجمعات التي يحضرها أكثر من 5000 شخص.                 | يجب أن يُبلغ المنظمون السلطات الصحية عن أي تجمع مخطط له يتوقع أن يحضره 5000 شخص أو أكثر في يوم واحد | 4 مارس 2020   | من 4 مارس إلى أجل غير مسمى. ألغي في 17 أبريل                                           | | وزارة الصحة الإجراء الوقائي رقم إم زد دي آر 9826/2020-1/إتش إي إس وزارة الصحة الإجراء الوقائي رقم إم زد دي آر 9826/2020-2/إم آي إن/كيه إيه إن (إلغاء)                                                                   |
| الحجر الصحي   | منع المتفرجون من حضور بطولة العالم للبياثلون في نوفي ميستو نا مورافي.  | سُمح بإجراء البطولة، ولم يسمح بحضور المتفرجين. | 2 مارس 2020   | من 5 مارس 2020 إلى 8 مارس 2020.                                                        | | وزارة الصحة الإجراء الوقائي رقم إم زد دي آر 5503/2020-7/بّي آر أو |
| الحجر الصحي   | فرض الحجر الصحي الذاتي على كل المقيمين العائدين من الخارج مدة 14 يومًا. | يُطلب من جميع المقيمين في الجمهورية التشيكية (المواطنين وغير المواطنين)، فضلًا عن العاملين في الجمهورية التشيكية العائدين إلى التشيك من إيطاليا، التواصل مع طبيبهم العام عن طريق الهاتف أو البريد الإلكتروني والحجر الصحي الذاتي مدة 14 يومًا. الاستثناءات: (1) سائقو الشاحنات الذين يستخدمون أقنعة التنفس من نوع إف إف بّي 2 أو إف إف بّي 3 عند الخروج من المركبة في إيطاليا، (2) طواقم الإسعاف في ظل شروط محددة و(3) الطيارون الذين لم يغادروا طائراتهم خلال وجودهم في إيطاليا. | 7 مارس 2020   | من 7 مارس إلى أجل غير مسمى استبدل هذا الإجراء بإجراءات أخرى ألغي رسميًا في17 أبريل 2020 | حل هذا الإجراء محل تدبير مماثل صدر قبل يوم واحد، ولم يشمل أي استثناءات. تُفرض غرامة تصل إلى 3 ملايين كرونة تشيكية عند خرق الحجر الصحي الذاتي. | وزارة الصحة الإجراء الوقائي رقم إم زد دي آر 10381/2020-1/إم آي إن/كيه إيه إن وزارة الصحة الإجراء الوقائي رقم إم زد دي آر 10381/2020-2/إم آي إن/كيه إيه إن (إلغاء)                                                       |
| الحجر الصحي   | فرض الحجر الصحي الذاتي على كل المقيمين العائدين من الخارج مدة 14 يومًا. | يخضع كل شخص زار إحدى الدول المحددة خلال الأربعة عشر يومًا الماضية للحجر الذاتي الإلزامي مدة 14 يومًا. قائمة البلدان المحددة عُرضة للتحديث اليومي. يجب على أي شخص يعبر الحدود إلى الجمهورية التشيكية السماح للسلطات بإجراء فحص طبي. | 10 مارس 2020  | من 10 مارس إلى أجل غير مسمى.                                                           | غرامة تصل إلى 3 ملايين كرونة تشيكية (نحو 120,000 يورو) في حال خرق الحجر الصحي الذاتي. | وزارة الصحة الإجراء الوقائي رقم. إم زد دي آر 10653/201-1/إم آي إن/كيه إيه إن |
| الحجر الصحي   | فرض الحجر الصحي الذاتي على كل المقيمين العائدين من الخارج مدة 14 يومًا. | جميع المقيمين في الجمهورية التشيكية (من المواطنين وغير المواطنين) الذين يعودون من دول محددة. قائمة البلدان المحددة عرضة للتحديث اليومي، تضم قائمة الدول المحددة، في يوم اعتماد الإجراء، الدول التالية: الصين وكوريا الجنوبية وإيران وإيطاليا وإسبانيا والنمسا وألمانيا وسويسرا والسويد والنرويج وهولندا وبلجيكا وبريطانيا العظمى والدنمارك وفرنسا. يُعفى سائقو الشحن ويوصَون «بالحد من الاتصال بالسكان المحليين قدر الإمكان».                                                  | 13 مارس 2020  | من 13 مارس إلى أجل غير مسمى استبدل اعتبارًا من 14 أبريل.                                | الاستثناءات: نقل البضائع الدولية: السائقون وطواقم الطائرات وطواقم القطارات وطواقم السفن. ويستثنى أيضًا عمال نقل البضائع الدولية المعينون في الخارج. الموظفون الدبلوماسيون. موظفو خدمات الطوارئ خلال أداء واجباتهم (الشرطة، فنيو الطوارئ الطبية، الإطفاء، الإنقاذ الجبلي وغيرها). الأشخاص الذين يعبرون الحدود بشكل دوري، وخاصة العمال الذين لا يبعد مكان عملهم عن الحدود أكثر من 100 كيلومتر، بعد التحقق من ذلك. مواطنو ألمانيا والنمسا وبولندا وسلوفاكيا الذين يعبرون الحدود بشكل دوري وخاصة العمال الذي لا يبعد مكان عملهم عن الحدود أكثر من 100 كيلومتر، بعد التحقق من ذلك. خبراء الأوبئة والناشطون الإنسانيون وخبراء الصحة. أعضاء البرلمان الأوروبي. القاصرون من حاملي جنسية إحدى دول الاتحاد الأوروبي، وأحد والديهم مواطن تشيكي. الأفراد الذين ينقلون الدم أو نقي العظم أو الأعضاء بهدف زراعتها. المرضى في حالة صحية حرجة الذين يحتاجون لإجراء طبي خارج بلدهم. الأفراد الذين استخدموا فقط مناطق عبور المطارات في الدول المحددة. تصل غرامة خرق الحجر الصحي الذاتي إلى 3 ملايين كرونة تشيكية. | قرار حكومي رقم 209/2020 كول إشعار وزارة الداخلية بشأن الاستثناءات من القيود المفروضة على السفر خلال حالة الطوارئ |
| الحجر الصحي   | فرض الحجر الصحي الذاتي على كل المقيمين العائدين من الخارج مدة 14 يومًا. | يجب على كل شخص يدخل الجمهورية التشيكية الاتصال بالسلطة الصحية ويمكن أن يخضع للحجر الصحي الإلزامي مدة 14 يومًا (مع استثناءات). | 6 أبريل 2020  | من 14 أبريل حتى إنهاء حالة الطوارئ. مُدد في 15 مايو إلى أجل غير مسمى.                   | الاستثناءات – انظر قرار الحكومة المشار إليه. تغيير كبير في القواعد اعتبارًا من 27 أبريل - انظر القيود الحدودية أدناه. | قرار حكومي رقم 387 نُشر تحت رقم 150/2020 كول. قرار حكومي رقم 443 نشر تحت رقم 193/2020 كول (إلغاء). وزارة الصحة الإجراء الوقائي رقم إم زد دي آر 20599/2020-1/إم آي إن/كيه إيه إن                                          |
| الحجر الصحي   | تحرّي المخالطين                                                         | فرض الحجر الصحي الوقائي على مخالطي المرضى المؤكدة إصابتهم بكوفيد-19 مدة 14 يومًا. | 7 مارس 2020   | اعتبارًا من 8 مارس إلى أجل غير مسمى.                                                    | تتولى الحكومة البحث عن الأفراد الذين خالطو مرضى كوفيد-19. يفرض الحجر الصحي الوقائي على هؤلاء مدة 14 يومًا ويخضعون لاختبار كشف كوفيد-19 بعد خمسة أيام نموذجيًا. | وزارة الصحة الإجراء الوقائي رقم إم زد دي آر 10368/2020-1/إم آي إن/كيه إيه إن |
| الحجر الصحي   | تحرّي المخالطين                                                         | استخدام بيانات الموقع الجغرافي للهاتف المحمول وحسابات بطاقات الدفع لتحرّي المخالطين | 19 مارس 2020  | من 19 مارس إلى أجل غير مسمى.                                                           | يُلزم مشغلو شبكات الهاتف المحمول والبنوك بتقديم بيانات الموقع الجغرافي للسلطة الصحية، عندما يطلب منهم ذلك. تقدم البيانات فقط في الحالات التالية (تراكميًا): بيانات الموقع الجغرافي للمصاب بكوفيد-19 فقط. بموافقة الشخص الصريحة حصرًا ويمكن أن يستردّ الموافقة في أي وقت، بيانات الموقع الجغرافي في الأسابيع الثلاثة السابقة للتشخيص، تستخدم البيانات فقط بهدف التحرّي الوبائي، يمكن للسلطة الصحية تخزين البيانات الأصلية لفترة من الوقت في حال الضرورة، على ألا تتجاوز المدة 6 ساعات. تستخدم بيانات الموقع الجغرافي لصياغة خريطة لحركة المصاب بكوفيد-19 في الأيام السابقة. ثم تقدم الخريطة للمصاب لمساعدته على تذكر الأفراد الذين تواصل معهم، أين ومتى. ثم يوضع الأفراد المحددون في الحجر الصحي مدة 14 يومًا ويخضعون لاختبار كشف كوفيد-19 بعد 5 أيام. | وزارة الصحة الإجراء الوقائي رقم إم زد دي آر 12398/2020-1/إم آي إن/كيه إيه إن |
| الحجر الصحي   | تحرّي المخالطين                                                         | نشر الجنود لتدعيم السلطة الصحية. | 30 مارس 2020  | من 30 مارس إلى أجل غير مسمى                                                            | نشر 300 جندي (معظمهم من المسعفين وطلاب الطب العسكريون) لتدعيم السلطة الصحية، مهمتهم تتبع مخالطي مرضى كوفيد-19 وجمع العينات. | قرار حكومي رقم 333 نشر تحت رقم 141/2020 كول. |
| الحجر الصحي   | تحرّي المخالطين                                                         | متطلبات خاصة لإنهاء الحجر الصحي الوقائي. | 9 أبريل 2020  | من 16 أبريل 2020 إلى أجل غير مسمى                                                      | يُفرج عن الموضوعين في الحجر الصحي بسبب تواصلهم مع شخص إيجابي كوفيد-19 فقط في حال تحقق ما يلي (تراكميًا): مرور 14 يومًا، عدم ظهور أعراض كوفيد-19، إلا إذا كانت الأعراض ناتجة عن مرض آخر، سلبية الاختبار السريع لكشف الأجسام المضادة لكوفيد-19، سلبية اختبار كشف الأجسام المضادة من نوع IgM و IgG. | وزارة الصحة الإجراء الوقائي رقم إم زد دي آر 15757/2020-6/إم آي إن/كيه إيه إن |
| الحجر الصحي   | حظر الزيارة في المستشفيات                                              | حظر الزيارة في المستشفيات والمرافق المشابهة. تشمل الاستثناءات: المرضى (1) القصّر، و(2) فاقدي الأهلية القانونية، و(3) الحوامل و(4) المرضى الميؤوس من شفائهم. | 9 مارس 2020   | من 10 مارس إلى أجل غير مسمى                                                            | تشمل استثناءات حظر الزيارة في المستشفيات المرضى (1) القُصّر و(2) فاقدي الأهلية القانونية و(3) الحوامل و(4) المرضى الميؤوس من شفائهم. ابتداءً من 16 أبريل، سُمح للأب بحضور ولادة طفله، بصورة صريحة. | وزارة الصحة الإجراء الوقائي رقم إم زد دي آر 16214/2020-1/إم آي إن/كيه إيه إن |

| الحجر الصحي | منع التجمعات العامة    | حظر تجمع 100 شخص أو أكثر. | 10 مارس 2020  | من 10 مارس الساعة 6 مساءً فصاعدًا (حتى إشعار آخر). استُبدلت تدابير أخرى به (انظر أدناه). أُلغي رسميًا في 17 أبريل 2020.                                                                                   | حظر تجمعات 100 شخص أو أكثر، العامة منها والخاصة، بما في ذلك المسارح، والحفلات الموسيقية، والسينما، والرياضات وما إلى ذلك. إعفاء هيئة تشريعية واحدة، وحكومتين تنفيذيتين، و(3) محاكم، و(4) تجمعات عامة أو خاصة بتفويض من القانون (مثل اجتماعات المساهمين) | إجراء وقائي لوزارة الصحة رقم «إم زد دي آر» 10666/2020-1/إم آي إن/كيه إيه إن. إجراء وقائي لوزارة الصحة رقم «إم زد دي آر» 10666/2020-2/إم آي إن/كيه إيه إن. |
| الحجر الصحي | منع التجمعات العامة    | حظر تجمع 30 شخص أو أكثر. | 12 مارس 2020  | من 13 مارس الساعة 6 مساءً فصاعدًا (حتى إشعار آخر). أُلغي من 16 مارس فصاعدًا (استُبدل منع التجول الشامل للدولة بها، انظر أدناه).                                                                           | منع تجمعات 30 شخص أو أكثر، العامة منها والخاصة. إعفاء هيئة تشريعية واحدة، وحكومتين تنفيذيتين، و(3) محاكم، و(4) تجمعات عامة بتفويض من القانون و(5) جنازات | قرار حكومي رقم 199/2020 إس بي. |
| الحجر الصحي | منع التجمعات العامة    | حظر تجمع أكثر من شخصين. | 23 مارس 2020  | من 23 مارس حتى 1 أبريل. امتد حتى انتهاء حالة الطوارئ. أُلغي من 27 أبريل فصاعدًا. | حظر أي تجمع لأكثر من شخصين في الأمكنة المتاحة للعامة. إعفاء فرد واحد من الأسرة نفسها، وممارستين مهنيتين و(3) جنازات بشرط الحفاظ على مسافة مترين بين كل شخصين. | إجراء وقائي لوزارة الصحة رقم «إم زد دي آر» 12745/2020-1/إم آي إن/كيه إيه إن. إجراء وقائي لوزارة الصحة رقم «إم زد دي آر» 12745/2020-4/إم آي إن/كيه إيه إن. إجراء وقائي لوزارة الصحة رقم «إم زد دي آر» 15190/2020-5/إم آي إن/كيه إيه إن. حكم لمحكمة البلدية في براغ رقم 14 إيه 41/2020 من 23 أبريل 2020. |
| الحجر الصحي | منع التجمعات العامة    | حظر تجمع أكثر من 10 أشخاص. | 23 أبريل 2020 | من 24 أبريل حتى انتهاء حالة الطوارئ. | حظر أي تجمع لأكثر من 10 أشخاص في الأمكنة المتاحة للعامة. إعفاء فرد واحد من الأسرة نفسها، وممارستين مهنيتين، و(3) جنازات بشرط الحفاظ على مسافة مترين بين كل شخصين و(4) من خدمات الكنيسة التي تصل إلى 15 شخص. توجد متطلبات خاصة لتدرب الرياضيين المحترفين، وحفلات الزفاف، وخدمات الكنيسة وما إلى ذلك. الإعفاءات الممتدة من 11 مايو فصاعدًا: - المسارح، والسينما، والحفلات الموسيقية، وخدمات الكنيسة، وحفلات الزفاف وإلخ. - الأحداث الرياضية الجماعية التي تصل إلى 100 شخص كحد أقصى (مع مسافة مترين بين كل شخصين، ومنع استخدام الحمامات العامة، وغرف التبديل وإلخ) | قرار حكومي رقم 452 الصادر كرقم 194/2020 إس بي. قرار حكومي رقم 490 الصادر كرقم 223/2000 إس بي. |
| الحجر الصحي | إيقاف المدارس          | حظر جميع الطلاب والتلاميذ عن حضور الصفوف شخصيًا (بما في ذلك المحاضرات الجامعية). يستطيع طاقم التدريس استكمال عمله وتعيين الواجبات المنزلية للطلاب. بقاء رياض الأطفال والحضانات مفتوحة (تبعًا لقرار سلطات البلديات المحلية).                                                                 | 10 مارس 2020  | من 11 مارس فصاعدًا (حتى إشعار آخر). | من 13 مارس فصاعدًا، امتد الحظر ليشمل النشاطات المدرسية غير الصفية/اللاحقة. من 20 أبريل فصاعدًا، أصبح الطلاب بإمكانهم حضور الامتحان بوجود 5 أشخاص كحد أقصى، وحضور التعليم السريري أو التعليم العملي/المخبري بوجود 5 أشخاص كحد أقصى. الإعفاءات الممتدة من 11 مايو فصاعدًا: - طلاب السنوات الأخيرة في القواعد أو المدارس الثانوية على ألا يزيد عدد الطلاب في الفصل عن 15 طالب. - الطلاب في دور الأيتام وغيرها من المؤسسات المشابهة - التعليم في المدارس الموجهة للرعاية الصحية - النشاطات غير الصفية على ألا يزيد عدد الطلاب عن 15 طالب. - التعليم الجامعي على ألا يزيد عدد الطلاب في المجموعات الطلابية عن 15 شخص (التعليم السريري غير محدود بعدد) - التعليم في مدارس الفنون واللغات على ألا يزيد عدد المجموعات الطلابية عن 15 شخص. -يُشترط توقيع الطالب أو أحد والديه بيانًا محلفًا بخلوه من أية أعراض سريرية لكوفيد-19. | إجراء وقائي لوزارة الصحة رقم «إم زد دي آر» 10676/2020-1/إم آي إن/كيه إيه إن (11-13 مارس 2020). قرار حكومي رقم 201/2020 إس بي. من 13 مارس فصاعدًا) إجراء وقائي لوزارة الصحة رقم «إم زد دي آر» 16184/2020-51إم آي إن/كيه إيه إن. قرار حكومي رقم 455 الصادر كرقم 197/2020 إس بي. قرار حكومي رقم 456 الصادر كرقم 198/2020 إس بي. قرار حكومي رقم 491 الصادر كرقم 220/2020 إس بي. |
| الحجر الصحي | إغلاق الخدمات          | إغلاق المطاعم. | 12 مارس 2020  | من 13 مارس الساعة 8 مساءً فصاعدًا (حتى إشعار آخر) / استُبدل في 14 مارس. | تستطيع المطاعم العمل من الساعة 6 صباحًا حتى 8 مساءً. يتوفر التوصيل المنزلي 24/7. | قرار حكومي رقم 199/2020 إس بي. |
| الحجر الصحي | إغلاق الخدمات          | إغلاق المطاعم. | 12 مارس 2020  | من 13 مارس الساعة 8 مساءً حتى 24 مارس الساعة 6 صباحًا. امتد إلى 1 أبريل. امتد إلى 11 أبريل. | إغلاق المطاعم التي تزيد مساحتها عن 5,000 متر مربع في مراكز التسوق. | قرار حكومي رقم 199/2020 إس بي. (حتى 14 مارس) قرار حكومي رقم 211/2020 إس بي. (بعد 14 مارس) إجراء وقائي لوزارة الصحة رقم «إم زد دي آر» 13361/2020-2/إم آي إن/كيه إيه إن. |
| الحجر الصحي | إغلاق الخدمات          | إغلاق المطاعم. | 14 مارس 2020  | من 14 مارس الساعة 6 صباحًا حتى 24 آذار الساعة 6 صباحًا. امتد إلى 1 أبريل. امتد إلى 11 أبريل. استُبدل في 6 أبريل (صالح لمدة غير محدودة)                                                                  | إغلاق جميع المطاعم المتاحة للعامة. تستطيع المطاعم بيع الطعام من خلال نوافذ الوجبات الجاهزة في أي وقت من ساعات العمل (الممتدة 24/7)، بشرط عدم دخول العملاء إلى المبنى. يتوفر التوصيل المنزلي 24/7. الإعفاءات الممتدة من 1 مايو: - المطاعم التي تقدم خدماتها للعملاء في بنائها الخارجي. | قرار حكومي رقم 211/2020 إس بي. إجراء وقائي لوزارة الصحة رقم «إم زد دي آر» 12746/2020-1/إم آي إن/كيه إيه إن. إجراء وقائي لوزارة الصحة رقم «إم زد دي آر» 13361/2020-2/إم آي إن/كيه إيه إن. إجراء وقائي لوزارة الصحة رقم «إم زد دي آر» 15190/2020-3/إم آي إن/كيه إيه إن. قرار حكومي رقم 493 الصادر كرقم 224/2020 إس بي. |
| الحجر الصحي | إغلاق الخدمات          | إغلاق الأسواق التجارية حظر مبيعات التجزئة في الأسواق التجارية | 13 مارس 2020  | من 14 مارس الساعة 6 صباحًا فصاعدًا (حتى إشعار آخر). أُلغي جزئيًا في 20 أبريل 2020 (الأسواق الخارجية فقط) أُلغي من 11 مايو فصاعدًا.                                                                         | نظرًا إلى تأثيره العام، يشمل الإعفاء على وجه الخصوص مركز ليتل هانوي. | قرار حكومي رقم 208/2020 إس بي. إجراء وقائي لوزارة الصحة رقم «إم زد دي آر» 16193/2020-1/إم آي إن/كيه إيه إن. قرار حكومي رقم 453 الصادر كرقم 195/2020 إس بي. قرار حكومي رقم 493 الصادر كرقم 224/2020 إس بي. |
| الحجر الصحي | إغلاق الخدمات          | إغلاق عام للخدمات ومتاجر التجزئة (تستطيع جميع متاجر التجزئة مواصلة عملها عن بعد من خلال نوافذ الوجبات الجاهزة البديلة أو التوصيل المباشر للعملاء) | 14 مارس 2020  | من 14 مارس الساعة 6 صباحًا حتى 24 مارس الساعة 6 صباحًا. امتد إلى 1 أبريل. امتد إلى 11 أبريل. استُبدل في 6 أبريل (صالح لمدة غير محدودة) استُبدل في 27 أبريل حتى انتهاء حالة الطوارئ رُفع من 11 مايو فصاعدًا | حظر وجود العامة في المؤسسات التي تقدم الخدمات ومتاجر التجزئة مع الإعفاءات التالية: - متاجر التجزئة الغذائية (من 24 فصاعدًا: بشرط تزويد العملاء بقفازات وحيدة الاستخدام مجانًا) - تكنولوجيا المعلومات وغيرها من الإلكترونيات والأجهزة المنزلية - محطات البترول وأنواع الوقود الأخرى - الكيميائيات - الصيدليات - بيع الحيوانات الأليفة الصغيرة وطعامها - النظارات والبصريات الأخرى - الصحف والمجلات - منتجات التبغ - خدمات المصبغة - بيع البضائع عبر الانترنت أو الهاتف، على أن تكون متوفرةً بشكل عام في المتاجر الفعلية المفتوحة نطاق الإعفاءات الممتدة من 24 مارس فصاعدًا: - تصليح السيارات وقطرها - بيع قطع غيار السيارات والميكانيكيات - الخدمات التي توفر جمع الطرود - بيع الأدوات والبذور الزراعية - بيع تذاكر السفر - المنتجعات الصحية التي توفر خدمات يغطيها التأمين الصحي العام جزئيًا على الأقل - دور الجنازات - بيع الأزهار - إنشاء الأبنية - بيع المنسوجات - خدمات تصليح الإلكترونيات - الخدمات العقارية - تقديم المشورة الضريبية - السكن الفندقي للأجانب نطاق الإعفاءات الممتدة من 1 أبريل فصاعدًا: - صناعة الأقفال، وخدمات الأجهزة المنزلية والتصليحات المنزلية - التحنيط وخدمات الجنازات وحرق أجساد الموتى - غسل السيارات نطاق الإعفاءات الممتدة من 7 أبريل فصاعدًا: - الأدوات المنزلية، إذا شملت أقنعة الوجه وأجهزة التنفس ومعقمات اليدين - أسواق الهوايات، وبيع مواد البناء ومتاجر المعدات (من 9 أبريل) - بيع الدراجات والخدمات المتعلقة بها (من 9 أبريل) - ساحات الخردة وأماكن التجميع - السكن الفندقي للمسافرين بسبب العمل +يجب على جميع المتاجر والخدمات المفتوحة الالتزام بالنقاط التالية - وجود مسافة مترين بين كل شخصين (يشمل ذلك فترة الانتظار خارج المبنى) - ضمان إدارة طوابير الانتظار بفعالية - وضع معقمات اليدين بالقرب من العناصر التي يلمسها كل من العملاء والموظفين بشكل متكرر (قبضات الأبواب وعربات التسوق) - التزام الموظفين بارتداء القفازات عند لمس البضائع أو استلام المال من العملاء - إعلام العملاء بالتدابير المتبعة عبر مكبرات الصوت والمناشير نطاق الإعفاءات الممتدة من 20 أبريل فصاعدًا: - بيع السيارات الجديدة أو المستعملة - الحرف والتجارة التي لا تتطلب ملامسةً مع جسم العميل (أي أن الإعفاء لا يشمل تصفيف الشعر والباديكير وما إلى ذلك) نطاق الإعفاءات الممتدة من 24 أبريل فصاعدًا: - مبيعات التجزئة في المباني التي تقل مساحتها عن 2,500 متر مربع. - مراكز معلومات السياح - مراكز اللياقة (شخص واحد في كل 10 متر مربع كحد أقصى، ومسافة مترين على الأقل، ومنع استخدام الحمامات وإلخ) - حدائق الحيوانات، والحدائق البستانية وما إلى ذلك (بيع التذاكر عبر الانترنت فقط وبعدد 150 شخص لكل هكتار يوميًا) من 11 مايو فصاعدًا، أُغلقت الخدمات التالية فقط: المسابح الداخلية، وحمامات البخار، والجولات الداخلية في مباني القلاع والقصور، والخدمات الفندقية الترفيهية والخدمات المعتمدة على وخز الجلد (مثل الوشوم). تتطلب الخدمات المفتوحة عددًا كبيرًا من الإجراءات الخاصة، انظر القرار رقم 493. | قرار حكومي رقم 211/2020 إس بي. إجراء وقائي لوزارة الصحة رقم «إم زد دي آر» 12746/2020-1/إم آي إن/كيه إيه إن. إجراء وقائي لوزارة الصحة رقم «إم زد دي آر» 13361/2020-2/إم آي إن/كيه إيه إن. إجراء وقائي لوزارة الصحة رقم «إم زد دي آر» 15190/2020-3/إم آي إن/كيه إيه إن. إجراء وقائي لوزارة الصحة رقم «إم زد دي آر» 16193/2020-1/إم آي إن/كيه إيه إن. قرار حكومي رقم 454 الصادر كرقم 196/20202 إس بي. قرار حكومي رقم 453 الصادر كرقم 195/2020 إس بي. قرار حكومي رقم 493 الصادر كرقم 224/2020 إس بي. |
| الحجر الصحي | إغلاق الخدمات          | إغلاق الكازينوهات | 14 مارس 2020  | من 14 مارس فصاعدًا (حتى إشعار آخر). | | قرار حكومي رقم 211/2020 إس بي. قرار حكومي رقم 453/2020 الصادر كرقم 195/2020 إس بي. |
| الحجر الصحي | منع زيارات السجون      | حُظر أفراد العائلات عن زيارة أقربائهم في السجون والمعتقلات. مع إعفاء محامي الدفاع من الحظر. وقد يمنح وزير العدل استثناءات فردية. | 13 مارس 2020  | من 14 مارس فصاعدًا (حتى إشعار آخر). | | قرار حكومي رقم 204/2020 إس بي. |
| الحجر الصحي | إغلاق الأماكن الرياضية | حُظر العامة عن دخول الأماكن الرياضية بعدد يتجاوز 30 شخصًا أو أكثر، شمل ذلك الأماكن الداخلية والخارجية. | 13 مارس 2020  | من 14 مارس الساعة 6 صباحًا فصاعدًا (حتى إشعار آخر). | | قرار حكومي رقم 208/2020 إس بي. |
| الحجر الصحي | الحجر الصحي الإقليمي   | فُرض حجر صحي على بلدة ليتوفل و18 بلدية مجاورة أخرى بما فيها أونيتشوف وتشيرفنكا. تغطي منطقة الحجر الصحي ما يقارب 24,000 شخص. ومجموعة من 25 مريض شُخصت إصابتهم في 16 مارس 2020. بحلول 21 مارس 2020، ارتفع عدد الإصابات إلى 54 مريض داخل منطقة الحجر الصحي من إجمالي 62 حالة في إقليم أولوموس. | 16 مارس 2020  | من 16 مارس فصاعدًا (حتى إشعار آخر). رُفع في 30 مارس 2020 | يستطيع الأشخاص الذين يعيشون في منطقة الحجر الصحي ويعملون داخلها متابعة عملهم. يجب على الأشخاص الذين يعيشون في منطقة الحجر الصحي ويعملون خارجها، والعكس بالعكس، التزام منازلهم. طُلب من العمال العائدين من النوبات الليلية في المنطقة إلى منازلهم خارجها التزام الحجر الصحي الذاتي لمدة 14 يوم. وُضعت نقاط تفتيش للشرطة حول المنطقة؛ يُسمح فقط لشاحنات الإمدادات والشرطة والإسعاف والإطفاء بمغادرة/دخول البلدة. في 19 مارس، بُني مستشفى ميداني عسكري صغير في ليتوفل. | الهيئة الصحية المحلية. |
| الحجر الصحي | الحجر الصحي الإقليمي   | فُرض حجر صحي على بلدية كينيس، حيث أُصيب عدد من الأشخاص خلال حفل محلي تطوعي لمديرية الإطفاء. عدد سكان البلدية 95 شخص. | 16 مارس 2020  | من 16 مارس فصاعدًا (حتى إشعار آخر). رُفع في 1 أبريل 2020. | تخضع إلى نفس الشروط المطبقة على مناطق الحجر الصحي الأخرى. | الهيئة الصحية المحلية. |

|               | إجراءات التباعد الاجتماعي | تقليل نشاط السلطات العامة | 9 أبريل 2020  | من 20 أبريل (إلى أجل غير مسمى)                                                                                         | أوصت السلطات العامة بتدابير خاصة وأصدرت تعليمات بإعطاء الأولوية لإجراء الاتصالات عبر البريد الإلكتروني أو الهاتف خلال الاجتماعات الفعلية. تعود ساعات العمل إلى وضعها الطبيعي. وتكون الاجتماعات الشخصية إما من خلال حاجز أو بتباعد قدره 2 متر. ضمان وجود مسافة 2 متر في الممرات وغرف الانتظار. الالتزام بوضع المطهرات اليدوية. الالتزام بتطهير الأسطح باستمرار، مثل: مقابض الأبواب، أزرار المصعد، إلخ. وضع خطة تهدف إلى تناوب الموظفين على العمل بطريقة تمنع الاتصال بين مجموعات كبيرة. تحديد أولويات العمل من المنزل. | |
|               |                           | غطاء الوجه الإجباري | 18 مارس 2020  | من 19 مارس حتى 30 مارس من 30 مارس (إلى أجل غير مسمى) من 25 مايو فصاعدًا.                                                | حظر الحركة خارج المنزل دون تغطية الفم والأنف بواسطة قناع وجه. الاستثناءات ابتداءً من 30 مارس: - سائقو السيارات، إذا كانوا لوحدهم داخل مركبة مغلقة. - الأطفال الذين تقل أعمارهم عن سنتين. اتسع نطاق الاستثناءات في 7 أبريل: - ممارسة الرياضة وفقًا لاستثناءات حظر التجول (بما في ذلك المشي / الجري في الحدائق والطبيعة). اتسع نطاق الاستثناءات في 9 أبريل: - سائقو وسائل النقل العام إذا كانوا بمفردهم في مكان ضيق. - الأشخاص الذين يعانون من اضطراب التوحد الشديد. - الأشخاص داخل مركبة مغلقة، إذا كانوا جميعًا من نفس الأسرة. اتسع نطاق الاستثناءات في 30 أبريل: - الأطفال الذين تتراوح أعمارهم ما بين 2-7 أثناء وجودهم في الروضة. - الأشخاص الذين يعانون من مرض عقلي خطير لا يسمح بارتداء قناع الوجه. - الأشخاص الذين يؤدون عملًا فنيًا (المسرح والموسيقى وصناعة الأفلام)، في حال أنهم خضعوا لاختبار كوفيد-19 في الأيام الأربعة السابقة ثم بشكل دوري كل 14 يوم، بالإضافة إلى الحفاظ على مسافة مترين بين الفنانين والمتفرجين، والتحقق من درجة حرارة الفنانين بشكل مستمر مع حظر دخول من تكون درجة حرارته 37 درجة مئوية أو أكثر. - أماكن العمل في الراديو والتلفزيون في حال كان الاستوديو خالٍ من الضيوف. اتساع نطاق الاستثناءات في 5 مايو: - المعلمون في رياض الأطفال. - التلاميذ ومعلمو المدارس في الفصل الدراسي مع الحفاظ على مسافة لا تقل عن 1.5 متر بين الأفراد. - الأشخاص الذين يعملون في مجال التصوير الفوتوغرافي للصور الشخصية (مثل صور الزفاف). اتسع نطاق الاستثناءات في 12 مايو: - التلاميذ والطلاب أثناء امتحانات دخول المدرسة النهائية، مع الحفاظ على مسافة لا تقل عن 1.5 متر بين الأفراد (أما في حالة الجامعات فيُسمح بوجود 15 شخصًا في نفس الغرفة كحد أقصى). - المرضى والعاملون في مجال الرعاية الصحية بهدف العمل. | قرار الحكومة رقم 247 (المنشور برقم 106/2020 Sb.) (حتى 30 مارس). إجراء الحماية من وزارة الصحة رقم 13894 / 2020-1 (بعد 30 مارس). إجراء الحماية من وزارة الصحة رقم MZDR 15190 / 2020-4. إجراء الحماية من وزارة الصحة رقم 15757 / 2020-2. إجراء الحماية من وزارة الصحة رقم 15757 / 2020-10. إجراء الحماية من وزارة الصحة رقم 15757 / 2020-13. إجراء الحماية من وزارة الصحة رقم 15757 / 2020-14. |
|               |                           | وقت التسوق لكبار السن (65+) | 18 مارس 2020  | من 19 مارس (إلى أجل غير مسمى).                                                                                         | يمكن فقط للمسنين (65+) دخول المؤسسات (محلات البقالة ومكاتب البريد وغيرها التي بقيت مفتوحة) في الأوقات المحددة لهم. يتغير الإطار الزمني للمسنين بشكل دوري: - 20-19 مارس - 10 صباحًا - 12 صباحًا. - 24-21 مارس - 7 صباحًا - 9 صباحًا. - ابتداءً من 25 مارس - من 8 صباحًا إلى 10 صباحًا (فقط المؤسسات التي تزيد مساحتها عن 500 متر مربع). | قرار وزارة الصحة رقم 12390 / 2020-1. استُبدل ب 12501 / 2020-3. استُبدل بإجراء حماية الصحة رقم 12744 / 2020-2. |
|               |                           | التجمعات المحلية | 23 مارس 2020  | ابتداءً من 24 مارس (أصبح ابتداءً من 7 أبريل).                                                                            | تُعقد التجمعات المحلية عبر الإنترنت فقط. يجب أن تجتمع المجالس البلدية والإقليمية للأغراض الضرورية فقط (أي التدابير المتعلقة بمرض كوفيد-19 أو اللازمة لمنع الأضرار الأخرى) ويجب أن تكون فقط عبر الإنترنت. يُصى ببث التجمعات علنًا على الإنترنت. | قرار الحكومة رقم 274 المنشور برقم 122/2020. |
|               |                           | التجمعات المحلية | 6 أبريل 2020  | من 7 أبريل حتى نهاية حالة الطوارئ                                                                                      | التجمعات المحلية خاضعة للتباعد الاجتماعي. تجتمع المجالس البلدية والإقليمية بطريقة تضمن وجود مسافة 2 متر بين كل فرد. يجب على جميع الحاضرين ارتداء قناع الوجه. يُوصى بالمشاركة من خلال وسائل الاتصال عن بعد. | نشر قرار الحكومة رقم 388 تحت رقم 151/2020. |
|               |                           | استخدام صناديق البيانات الإلكترونية مجانًا | 23 مارس 2020  | ابتداءً من 24 مارس حتى نهاية حالة الطوارئ.                                                                              | صناديق البيانات الإلكترونية، هي وسيلة آمنة للاتصال عبر الإنترنت تديرها الحكومة ويمكن استخدامها للتسليم الرسمي للوثائق. عادةً ما يكون الاتصال مع السلطات مجانيًا بينما يخضع الاتصال لأغراض شخصية لرسوم. وقد تنازلت الحكومة عن هذه الرسوم حتى نهاية حالة الطوارئ. | قرار الحكومة رقم 275/2000. |
|               | حالة الطوارئ              | إعلان حالة الطوارئ. لأول مرة في التاريخ الحديث تُعلن حالة الطوارئ في منطقة الدولة بأكملها (سابقًا كانت حالة طوارئ إقليمية فقط، ويرجع ذلك إلى حدوث الفيضانات). أُعلن عن عدد من الإجراءات الخاصة الأخرى في نفس الوقت بموجب سلطات الطوارئ. | 12 مارس 2020  | من 12 مارس 2020 الساعة 2 ظهرا لمدة 30 يومًا. مُدّدت من قبل مجلس النواب حتى 30 أبريل. مُدّدت من قبل مجلس النواب حتى 17 مايو. | تتمتع الحكومة (التي يرأسها رئيس الوزراء) بسلطات واسعة بموجب حالة الطوارئ. يجوز للحكومة إعلان حالة الطوارئ لمدة 30 يومًا على الأكثر؛ يجب أن يُوافق على أي تمديد من قبل مجلس النواب. بقيت معظم التدابير الأخرى المعتمدة سارية ما دامت حالة الطوارئ قائمة. | قرار الحكومة رقم 194/2020. التصويت رقم 8 من الجلسة 43 لمجلس النواب التي عقدت في 7 أبريل 2020. قرار الحكومة رقم 369 المنشور برقم 156/2020. التصويت رقم 11 من الجلسة 47 لمجلس النواب التي عقدت في 28 أبريل 2020. قرار الحكومة رقم 485 المنشور برقم 219/2020. |
|               | الحدود                    | فُرضت قوانين مؤقتة بالنسبة للحدود مع ألمانيا والنمسا وقيود على الرحلات الجوية الدولية. الرحلات الدولية فقط من/ إلى مطار فاتسلاف هافيل الدولي ومطار كيبيلي (كلاهما بالقرب من براغ)، تقتصر المطارات الأخرى على الرحلات الداخلية. | 12 مارس 2020  | ابتداءً من 14 مارس 2020.                                                                                                | تعد جمهورية التشيك طرفًا في اتفاقية شنغن ولا تفرض عادة قيودًا على حدودها مع دول الاتحاد الأوروبي الأخرى. | قرار الحكومة رقم 197/2020. |
|               |                           | حظر النقل العام عبر الحدود. | 12 مارس 2020  | ابتداءً من 14 مارس (إلى أجل غير مسمى). أُبطل ابتداءً من 11 مايو.                                                          | تُمنع أي مركبة برية مخصصة لأكثر من 9 أشخاص (بما في ذلك السائق) من عبور الحدود باستثناء: 1) المركبات الكبيرة التي تجلب مواطنين تشيكيين أو أصحاب الإقامة الدائمة إلى جمهورية التشيك. 2) المركبات الأكبر حجمًا التي تحمل الركاب الأجانب إلى خارج جمهورية التشيك (باستثناء: الحافلات الفارغة والقطارات التي قد تعود إلى جمهورية التشيك). مُنع نقل الركاب عبر السكك الحديدية والسفن. يمكن استخدام مطار فاكلاف هافيل براغ الدولي فقط للرحلات الجوية الدولية. (ساري أيضًا بعد 11 مايو 2020). يجوز منح إعفاء فردي من قبل وزير النقل. | قرار الحكومة رقم 200/2020. قرار الحكومة رقم 506 المنشور برقم 225/2020. |
|               |                           | حظر السفر - دول مختارة | 12 مارس 2020  | ابتداءً من 14 مارس 2020 (إلى أجل غير مسمى). استُبدل بشكل فعّال بحظر السفر الكامل ابتداءً من 16 مارس.                       | يُمنع على الأجانب القادمين من بعض الدول من دخول جمهورية التشيك (باستثناء الأجانب الذين يحملون تصاريح إقامة طويلة الأمد أو دائمة). يُمنع المواطنون التشيكيون والأجانب ذوي الإقامة الطويلة أو الدائمة من دخول بلدان محددة. تُعلَّق معالجة جميع طلبات الحصول على التأشيرة (الاستثناءات الفردية ممكنة). قائمة البلدان المختارة التي تخضع للتحديثات اليومية، اعتبارًا من يوم دخول الحظر: الصين وكوريا الجنوبية وإيران وإيطاليا وإسبانيا والنمسا وألمانيا وسويسرا والسويد والنرويج وهولندا وبلجيكا وبريطانيا العظمى والدنمارك وفرنسا. | قرار حكومي رقم 198/2020. |
| إجراءات مُشدّدة | إغلاق الحدود              | إغلاق كامل للحدود مواطنو التشيك: لا يسمح لهم بمغادرة البلاد إلا إذا كان لديهم إقامة طويلة الأمد أو دائمة في الخارج. في حال العودة إلى البلد؛ يخضعون للحجر الذاتي الإلزامي لمدة 14 يومًا. الأجانب ذوو الإقامة الطويلة أو الدائمة: يسمح لهم بمغادرة البلاد. يجوز لهم العودة إلى البلد إذا كانوا في الخارج بعد الخضوع للحجر الذاتي الإلزامي لمدة 14 يومًا. الأجانب الذين ليس لديهم إقامة طويلة الأمد أو دائمة: يسمح لهم بمغادرة البلاد. لا يسمح لهم بدخول البلد. | 13 مارس 2020  | ابتداءً من 16 مارس من 31 مارس حتى 12 أبريل 2020. مُدد حتى 13 أبريل 2020.                                                 | الاستثناءات: النقل الدولي: - السائقون وطواقم الرحلات والقطارات والسفن. إعفاء عمال الشحن العاملين في الخارج. - الطاقم الدبلوماسي. - خدمات الطوارئ (الشرطة، رجال الإطفاء والإنقاذ الجبلي، إلخ). - مواطنو ألمانيا والنمسا وبولندا وسلوفاكيا الذين يعبرون بشكل دوري عبر الحدود، وخاصة العمال الذين لديهم مكان عمل لا يبعد أكثر من 100 كيلومتر من الحدود. - خبراء الشؤون الإنسانية والصحية. - أعضاء البرلمان الأوروبي. - الأطفال من مواطني دول الاتحاد الأوروبي مع وجود أحد الوالدين على الأقل ويجب أن يكون مواطنًا تشيكيًا. - الأشخاص الذين يحتاجون لنقل الدم ونخاع العظم و/أو الأعضاء. - الأشخاص الذين يعانون من حالة طبية خطيرة لغرض الخضوع لإجراءات طبية في الخارج. | قرار الحكومة رقم 203 وإشعار وزارة الداخلية بشأن الاستثناءات من قيود السفر أثناء حالة الطوارئ (حتى 30 مارس) قرار الحكومة رقم 334 المنشور على أنه 142/2020. (من 31 مارس). |
|               |                           | حظر دخول الأجانب الأجانب الذين ليس لديهم إقامة طويلة الأمد أو دائمة: يسمح لهم بمغادرة البلد. لا يسمح لهم بدخول البلد. يُسمح بمغادرة البلد فقط إذا كان السفر وفقًا لشروط حظر التجول. | 6 أبريل 2020  | من 14 أبريل حتى نهاية حالة الطوارئ ألغيت في 27 أبريل.                                                                  | الاستثناءات: - النقل الدولي للشحن: السائقون وطواقم الرحلات والقطارات والسفن. إعفاء عمال الشحن العاملين في الخارج. - الطاقم الدبلوماسي. - الأشخاص الذين يعبرون الحدود بشكل دوري لأسباب تتعلق بالعمل - خبراء الشؤون الإنسانية والصحية. من واجب أي شخص قادم إلى جمهورية التشيك الاتصال بالسلطة الصحية والخضوع للحجر الإلزامي لمدة 14 يومًا (مع الاستثناءات). | قرار الحكومة رقم 387 المنشور برقم 150/2020. قرار الحكومة رقم 443 المنشور برقم 193/2020. (إبطال) |
|               |                           | قيود على الحركة العابرة للحدود قيود على الدخول إلى الجمهورية التشيكية بالإضافة إلى الحجر الإلزامي. | 23 أبريل 2020 | من 27 أبريل حتى نهاية حالة الطوارئ                                                                                     | يمكن للأجانب الذين ليس لديهم إقامة طويلة الأمد الدخول لغرض: - زيارة الأقارب. - المرور عبر الجمهورية التشيكية باتجاه الوطن (شرط تقديم مذكرة عودة من السفارة) - العمال أو التلاميذ أو الطلاب الذين يعبرون الحدود بشكل دوري. - يدخل مواطنو الاتحاد الأوروبي لمدة 72 ساعة كحد أقصى لإجراء النشاطات الاقتصادية أو الدراسية في حال كانت نتيجة خضوعهم لاختبار كوفيد-19 سليبة ولمدة لم تتجاوز 4 أيام. - دخول مواطني الاتحاد الأوروبي لأهداف اقتصادية أو دراسية في الجامعة، في حال كانت نتيجة خضوعهم لاختبار كوفيد-19 سليبة ولمدة لم تتجاوز 4 أيام. - عمال الشحن الدولي. - استثناءات أخرى: (عمال البنية التحتية الحيوية، والدبلوماسيين والعاملين في المنظمات الدولية) + الالتزام بإبلاغ السلطة الصحية عند الدخول إلى جمهورية التشيك. يجب على مواطني التشيك والأجانب الذين لديهم إقامة طويلة الأمد إبلاغ السلطة الصحية فور دخول البلاد ما لم يكن لديهم نتيجة اختبار سلبية لمرض كوفيد-19. يجب على جميع الذين يدخلون والذين لم يخضعوا للحجر الصحي من قبل هيئة الصحة الخضوع لحظر تجول شخصي لمدة 14 يومًا يمكنهم بموجبه الذهاب للعمل والعودة منه فقط، والذهاب للتسوق، وزيارة مقدمي الرعاية الصحية، وحضور الإجراءات الإدارية اللازمة، وحضور الجنازات. | قرار الحكومة رقم 443 المنشور برقم 193/2020. قرار الحكومة رقم 495 المنشور برقم 222/2020. قرار الحكومة رقم 511 المنشور برقم 226/2020. |
|               | الجيش المنتشر على الحدود  | نشر وحدات الجيش لدعم الحدود. | 10 مارس 2020  | ابتداءً من 10 مارس 2020 (إلى أجل غير مسمى).                                                                             | أُمر 2100 من أفراد الجيش التشيكي بالاستعداد الكامل. يُستخدم الجيش أيضًا لتوزيع المعدات الطبية في جميع أنحاء البلاد. | قرار حكومي |
|               | الجيش المنتشر على الحدود  | الجنود الموفدين | 15 مارس 2020  | ابتداءً من 15 مارس 2020 (إلى أجل غير مسمى).                                                                             | أُوفد 2209 جنديًا و 432 ضباطًا جمركيًا لينضموا إلى الشرطة. كانوا يخدمون سابقًا في مجال الدعم. وهذا يسمح لعدد أقل بكثير من ضباط الشرطة بأن يكونوا على الحدود. 9 أبريل 2020: ارتفع عدد الجنود إلى 4,409. | اللائحة الحكومية رقم 83/2020 اللائحة الحكومية رقم 155/2020 |

| تدابير أخرى | إصدار تمويل الطوارئ               | أُصدِرَت 500 مليون كرونة تشيكية من صندوق الطوارئ الحكومي لعمليات الشراء الطارئة للأدوات الطبية اللازمة لمكافحة كوفيد 19                      | 13 مارس 2020   |                                                               | | قرار الحكومة رقم 206/2020. |
| تدابير أخرى | توفير الرعاية الاجتماعية          | طلاب برامج رعاية المدارس الثانوية والثالثية مضطرون للعمل.                                                                                 | 13 مارس 2020.  | من 16 مارس إلى أجل غير مسمى. أُلغيت في 11 مايو.                | خضع العمل الفعلي للطلاب للرفض في وقت لاحق. وفي الوقت نفسه، طُلِب من مقدمي الرعاية توفير الرعاية للمستفيدين الذين قد تتعرض حياتهم أو صحتهم للخطر (لا يستطيع مقدمو الرعاية رفض توفير الرعاية). توفير الرعاية الموجهة للأشخاص الذين ليسوا مكتفين ذاتيًا (كبار السن والمُقعدين وما إلى ذلك) | قرار الحكومة رقم 207/2020 قرار الحكومة رقم 512 المنشور برقم 227/2020. (إلغاء)                                                                       |
| تدابير أخرى | توفير الرعاية الاجتماعية          | الانتشار العسكري. | 14 أبريل 2020. | من 14 أبريل إلى أجل غير مسمى.                                 | انتشر 360 جندي لدعم توفير الرفاهية، خاصة داخل دور رعاية المسنين. اعتمد مكان نشر وحدات معينة على طلبات الحكومات الإقليمية. | القرار الحكومي رقم 172/2020. |
| تدابير أخرى | توفير الرعاية الاجتماعية          | الاختبار الإجباري لجميع العاملين. | 30 أبريل 2020. | بين 4 مايو و17 مايو.                                          | يجب على مقدمي الرعاية في دور التقاعد وكبار السن في منازلهم إجراء اختبار سريع للأجسام المضادة لكوفيد 19 لكل موظف على اتصال مباشر مع العملاء. تقدم السلطة الصحية مجموعات الاختبار السريع. | التدبير الاستثنائي لوزارة الصحة رقم MZDR 18636 / 2020-1 / MIN / KAN.                                                                                |
| تدابير أخرى | تدابير الدعم الاجتماعي والاقتصادي | السماح للشاحنات بالحركة يوم الأحد | 13 مارس 2020   | من 13 مارس 2020 إلى أجل غير مسمى.                             | بشكل عام، يُحظر على شاحنات البضائع الحركة يوم الأحد لتيسير حركة المرور في نهاية الأسبوع. رفع هذا الحظر طويل الأمد للتخفيف من اضطرابات الشحن المحتملة الناجمة عن تدابير أخرى أو تأثير كوفيد 19. | قرار الحكومة رقم 205/2020. |
| تدابير أخرى | تدابير الدعم الاجتماعي والاقتصادي | أُقرَّ تمديد الموعد النهائي لضريبة الدخل. تأجل الموعد النهائي لتقديم ضريبة الدخل بمقدار 3 أشهر للأشخاص الطبيعيين (التاريخ الجديد هو 1 يوليو) | 12 مارس 2020.  |                                                               | | |
| تدابير أخرى | تدابير الدعم الاجتماعي والاقتصادي | تأخير سداد القروض. ستوفر البنوك خيار تأجيل سداد القروض للأشخاص والشركات الصغيرة المتضررة من الفيروس.                                      | 12 مارس 2020.  |                                                               | | |
| تدابير أخرى | تدابير الدعم الاجتماعي والاقتصادي | إرجاء فترة تسجيل مبيعات البندقية. | 16 مارس 2020.  | من 16 مارس حتى نهاية حظر التجول.                              | كما هو الحال مع متاجر التجزئة الأخرى، يمكن لمحلات بيع الأسلحة أن تستمر في عمليات البيع عن بعد من خلال نافذة الطلبات الجاهزة المؤقتة أو عن طريق التسليم المباشر للعميل. يجب تقديم الأسلحة النارية المشتراة بشكل طبيعي إلى الشرطة للتسجيل في غضون 10 أيام من البيع (انظر قوانين الأسلحة النارية في جمهورية التشيك). اعتبرت مذكرة توضيحية لوزارة الداخلية أن تسجيلات الأسلحة النارية غير ضرورية، كجزء من التعليق العام للزيارات غير الضرورية للمكاتب الحكومية. صدرت تعليمات لحاملي رخصة السلاح بإبلاغ الشرطة فقط عن عملية الشراء عن طريق البريد أو الاتصالات الإلكترونية وزيارة المحطة للتسجيل بعد انتهاء حظر التجول. عُلِّقَت الاختبارات المطلوبة للحصول على تراخيص الأسلحة النارية الجديدة. تصدر التصاريح الجديدة لشراء الأسلحة النارية من الفئة ب عن بعد فقط (عن طريق البريد أو الاتصالات الإلكترونية). | المذكرة التوضيحية لوزارة الداخلية رقم MV- 49249-2 / OBP-2020.                                                                                       |
| تدابير أخرى | تدابير الدعم الاجتماعي والاقتصادي | توظيف الغابات على المدى القصير. | مارس 2020.     | موسم حراجة2020.                                               | بدأت شركة «غابات جمهورية التشيك» التي تدير الغابات العامة بتوظيف أعداد كبيرة من الأشخاص بعقود قصيرة المدى من المهن المتأثرة بتدابير الحجر الصحي. يشارك العمال المؤقتون في ترميم غابات التنوب التي تعرضت لأضرار واسعة النطاق بسبب خنفساء اللحاء والجفاف في السنوات السابقة. يبلغ الأجر 120 كرون تشيكي في الساعة (حوالي 5 يورو في الساعة). تضمن العقود 300 ساعة للفرد. | [ 175 ] |
| تدابير أخرى | عقوبات جنائية                     | أُضيف كوفيد 19 إلى قائمة الأمراض التي يشكل نشرها المتعمد جناية.                                                                            | 13 مارس 2020.  |                                                               | السجن لمدة تصل حتى 10 سنوات في حالة الإهمال الجنائي. | السجن لمدة تصل إلى 10 سنوات في حالة الإهمال الجنائي.                                                                                                |
| تدابير أخرى | تدابير دعم توفير الرعاية الصحية   | الاختبار أثناء البقاء في السيارة. | 14 مارس 2020.  |                                                               | صُمِّمَت خيام أقيمت أمام مستشفيات مخصصة في جميع أنحاء البلاد. لا يحتاج المرضى إلى ترك سياراتهم للفحص. يكون الاختبار مجاني للأشخاص الذين يملكون وصفات طبية من قبل سلطات صحية. تُمنَح الوصفات الطبية عن بُعد (الهاتف والبريد الإلكتروني) بناءً على الأعراض وسجل السفر. يدفع الأشخاص الذين لا يملكون وصفات طبية تكاليف اختباراتهم الخاصة. تختلف الأسعار اعتمادًا على المستشفى من 1300 إلى 3000 كرونة تشيكية (50-120 يورو). لا تقدم بعض المواقع اختبارات مدفوعة بسبب قيود السعة (أي أنها تختبر فقط من يملك وصفة طبية). | |
| تدابير أخرى | تدابير دعم توفير الرعاية الصحية   | مستشفيات خاصة بكوفيد 19 | 15 مارس 2020.  |                                                               | اختيرت مستشفى نا هومولس في العاصمة وأكبر المدن التشيكية في براغ، ومستشفى سانت آنا الجامعي في ثاني أكبر مدينة تشيكية برنو، لمعالجة وتدبير فيروس كوفيد 19 فقط. يوجد في كلتا المدينتين العديد من المستشفيات الأخرى لتحمل عبء الحالات الأخرى. يكون المستشفى الاحتياطي العسكري BSL-4 في مركز الدفاع البيولوجي في تيكونين في حالة استعداد. | |
| تدابير أخرى | تدابير دعم توفير الرعاية الصحية   | مستشفيات خاصة بكوفيد 19 | 28 مارس 2020.  |                                                               | بعد انتشار عدوى كوفيد 19 في ما لا يقل عن سبعة منازل للمسنين، خُصِّصَت عدة مئات من الأسرّة لحجر وعلاج كبار السن الذين يعانون من أعراض خفيفة في: مستشفى نا بولوفتسي في براغ. مستشفى نا فرانتيشكو في براغ. منتجع صحي في لازنيا توشين. قسم غير مخصص للطوارئ في المستشفى الاحتياطي العسكري BSL-4 في مركز الدفاع البيولوجي في تيكونين. | قرار وزارة الصحة. |
| تدابير أخرى | تدابير دعم توفير الرعاية الصحية   | واجب عمل طلاب الطب | 15 مارس 2020.  | من 16 مارس حتى نهاية حالة الطوارئ. أُلغي في 11 مايو.           | توجب على طلاب الطب العام في السنوات الخامسة والسادسة العمل، لكن ألغي ذلك لاحقًا. توجب على طلاب السنة الأخيرة من التمريض والمساعدين الطبيين والعديد من المجالات الأخرى ذات الصلة العمل، ولكن ألغي ذلك لاحقًا. | قرار الحكومة رقم 220 المنشور برقم 90/2020. قرار الحكومة رقم 404 المنشور برقم 158/2020. قرار الحكومة رقم 512 المنشور برقم 227/2020 (إلغاء).          |
| تدابير أخرى | تدابير دعم توفير الرعاية الصحية   | إلغاء عطلة العاملين في مجال الرعاية الصحية                                                                                                | 23 مارس 2020.  | من 24 مارس حتى نهاية حالة الطوارئ. ألغي ذلك في 10 أبريل 2020. | مُنِعَ العاملون في مجال الرعاية الصحية من أخذ عطلة (إجازة). | قرار الحكومة رقم 278 المنشور على أنه 125/2020. قرار الحكومة رقم 403 المنشور برقم 157/2020 (إلغاء).                                                  |
| تدابير أخرى | تدابير دعم توفير الرعاية الصحية   | موافقة مؤقتة على استخدام الريمديسفير | 17 مارس 2020.  |                                                               | أُقِرّ استخدام الريمديسفير -الذي طورته شركة غيلياد ساينسز لعلاج الإيبولا- في علاج الحالات الخطيرة من كوفيد 19. | قرار وزارة الصحة رقم MZDR 12059 / 2020-3 / OLZP. |
| تدابير أخرى | تدابير دعم توفير الرعاية الصحية   | تقييد وصف البلاكنيل (هيدروكسي كلوروكوين)                                                                                                  | 23 مارس 2020.  | من 23 مارس 8 إلى أجل غير مسمى.                                | يباع هيدروكسي الكلوروكوين بالاسم التجاري بلاكنيل من بين أسماء أخرى، وهو دواء يستخدم للوقاية والعلاج من أنواع معينة من الملاريا. أعطى البلاكنيل نتائجًا جيدة في بعض تجارب كوفيد 19. يمكن للأطباء المختصين في مجالات معينة فقط وصفه بموجب الإجراء. | إجراء حماية وزارة الصحة رقم MZDR 12756 / 2020-2 / MIN / KAN (حتى 3 أبريل) إجراء حماية وزارة الصحة رقم MZDR 12756 / 2020-3 / MIN / KAN (بعد 3 أبريل) |
| تدابير أخرى | تدابير دعم توفير الرعاية الصحية   | الموافقة المؤقتة على سلفات هيدروكسي الكلوروكوين (هيدروكسي كلوروكوين تيفا)                                                                 | 7 أبريل 2020.  | من 7 أبريل لمدة 8 أشهر.                                       | موافقة مؤقتة على علاج COVID-19 بسبب نقص البلاكنيل. | إجراء حماية وزارة الصحة رقم MZDR 13360 / 2020-3 / OLZP إجراء حماية وزارة الصحة رقم MZDR 12756 / 2020-3 / MIN / KAN (بعد 3 أبريل)                    |
| تدابير أخرى | تدابير دعم توفير الرعاية الصحية   | الموافقة المؤقتة على سلفات هيدروكسي الكلوروكوين (هيدروكسي كلوروكوين ساندوز)                                                               | 30 أبريل 2020. | من 30 أبريل لمدة 8 شهور.                                      | الموافقة المؤقتة على أقراص هيدروكسي كلوروكوين مصنوعة بنيو جيرسي في الولايات المتحدة محزومة بعلبها الأصلية باللغة الإنجليزية بسبب نقص البلاكنيل. | قرار وزارة الصحة رقم MZDR 18092 / 2020-2 / OLZP. |
| تدابير أخرى | تدابير دعم توفير الرعاية الصحية   | الموافقة المؤقتة على أفيغان (فافيبيرافير)                                                                                                 | 16 أبريل 2020  |                                                               | دواء ياباني أظهر وعودًا في التجارب الأولية لعلاج كوفيد 19. موافقة مؤقتة على 10000 قرص. | إجراء حماية وزارة الصحة رقم MZDR 16312 / 2020-1 / OLZP.                                                                                             |
| تدابير أخرى | تدابير دعم توفير الرعاية الصحية   | قاعدة بيانات تضم معلومات المرضى في المستشفيات                                                                                             | 24 مارس 2020.  | من 24 مارس إلى أجل غير مسمى.                                  | قاعدة بيانات مركزية لمرضى كوفيد 19 المقيمين في المستشفى. أُمِرَ مقدمو الرعاية في المستشفيات بما يلي: إدخال بيانات عن حالة مرضى كوفيد 19 في المستشفى يوميًا. إدخال بيانات عن كل مريض جديد يعاني من حالة خطيرة ويتطلب جهاز تهوية أو جهاز أكسجة غشائية خارج الجسم في غضون ساعة واحدة. إدراج بيانات كل مريض تتغير حالته واستخدامه لجهاز التنفس الصناعي أو جهاز الأكسجة الغشائية خارج الجسم في غضون ساعة واحدة. | وزارة الصحة تدبير حماية رقم MZDR 12996 / 2020-1 / MIN / KAN.                                                                                        |

## التضامن بين الأشخاص
أحدثت جائحة كوفيد في جمهورية التشيك موجة من التضامن في مجموعة متنوعة من المجالات، بما في ذلك:
- نظرًا لنقص أقنعة الوجه الواقية، قام متطوعون بخياطة أقنعة لأشخاص آخرين، وشاركوا مقاطع فيديو تعليمية عبر الإنترنت.[188]
- انطلقت برامج لمساعدة الفئات الضعيفة وكبار السن، على أساس غير تجاري، عن طريق شراء الطعام والأدوية.[189]
- أطلق التلفزيون الوطني التشيكي -في يوم الاثنين 23 مارس- قناة تلفزيونية جديدة مؤقتة لتقديم المشورة العملية والأخبار ومجموعة مختارة من برامج  التلفزيون التشيكي الكلاسيكية من الأرشيف لكبار السن.[190]
- قام المجتمع الفيتنامي في منطقة أوستي ناد لابم بجمع 140 ألف كرونة تشيكية للتبرع بجهاز تنفس صناعي إلى مستشفى في أوستي ناد لابم.[191]
- بسبب إغلاق المدارس التشيكية، أطلق التلفزيون الوطني التشيكي برنامجًا تعليميًا للتعليم المنزلي. يركز برنامج «UčíTelka» على تعليم تلاميذ المرحلة الأولى، وبرنامج «Odpoledka» لتعليم تلاميذ المرحلة الثانية، وبرنامج «Škola doma» لتلاميذ الصف التاسع الذين يعدون لامتحانات القبول في المدارس الثانوية.[192]
- ساهمت الشركة التشيكية للطابعات ثلاثية الأبعاد بروسا ريسيرتش في مشروع الاستخدام المجاني لشركة الدراجات المشتركة ريكولا، لتسهيل الحصول مواصلات مع خطر أقل لانتقال الفيروس مقارنةً بوسائل النقل العام. قامت شركة بروسا ريسيرتش أيضًا بتصميم وإنتاج وتوزيع دروع واقية للوجه للأطباء.[193][194]
- قامت شركة جوفانيك من بورشيتسيه بإنتاج وتوزيع مواد هلامية مطهرة مجانًا بدون الحاجة للحصول على تصريح من قسم الصحة والزراعة.[195]

## بعض الصور

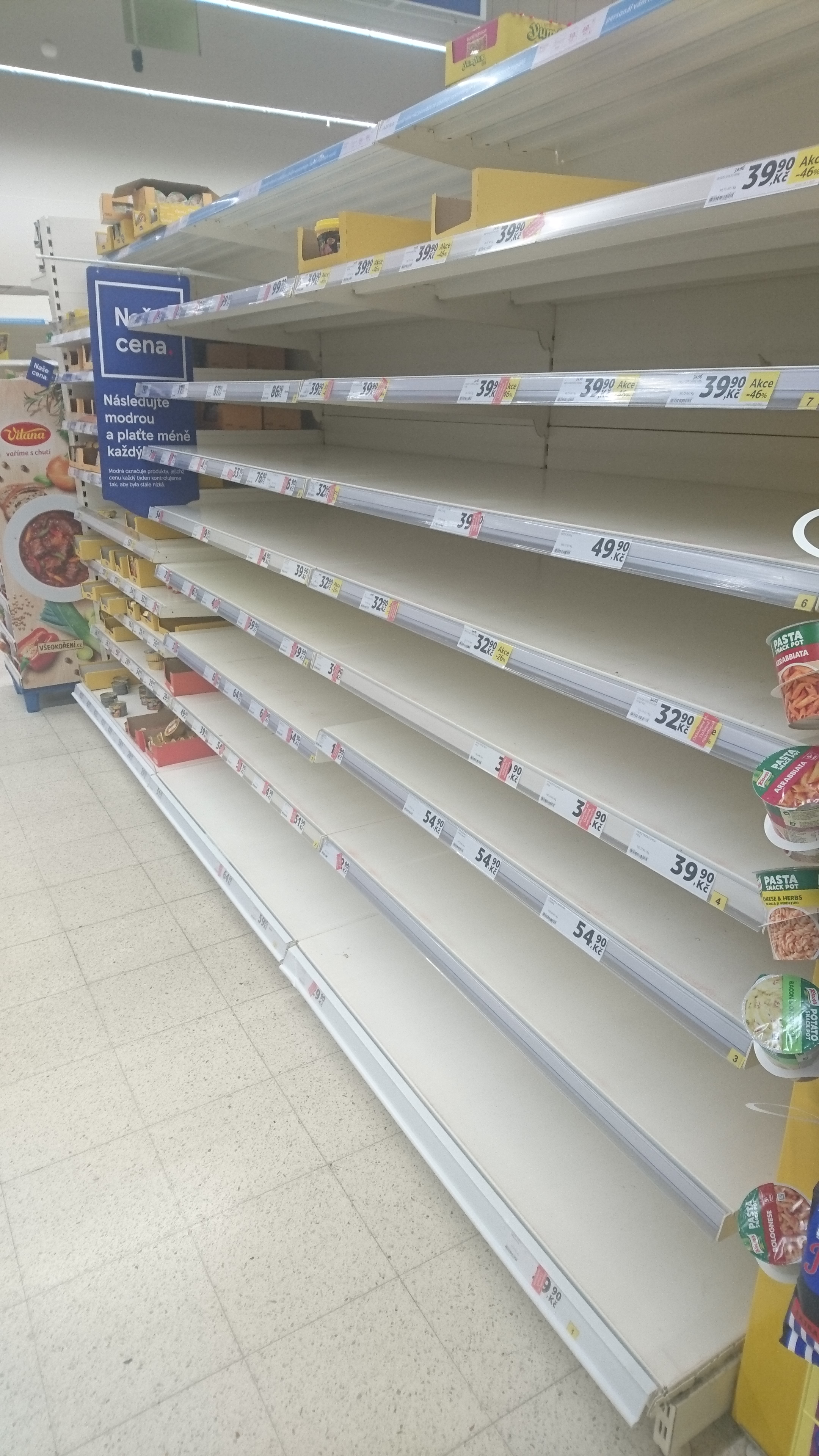
رفوف اللحوم المعلبة وغيرها من المواد الغذائية فارغة في تيسكو في براغ بتاريخ 27 فبراير 2020.
- إرسال نشرة معلومات من وزارة الصحة إلى كل عنوان منزل.
- قرار الحكومة فيما يخص إعلان الطوارئ.
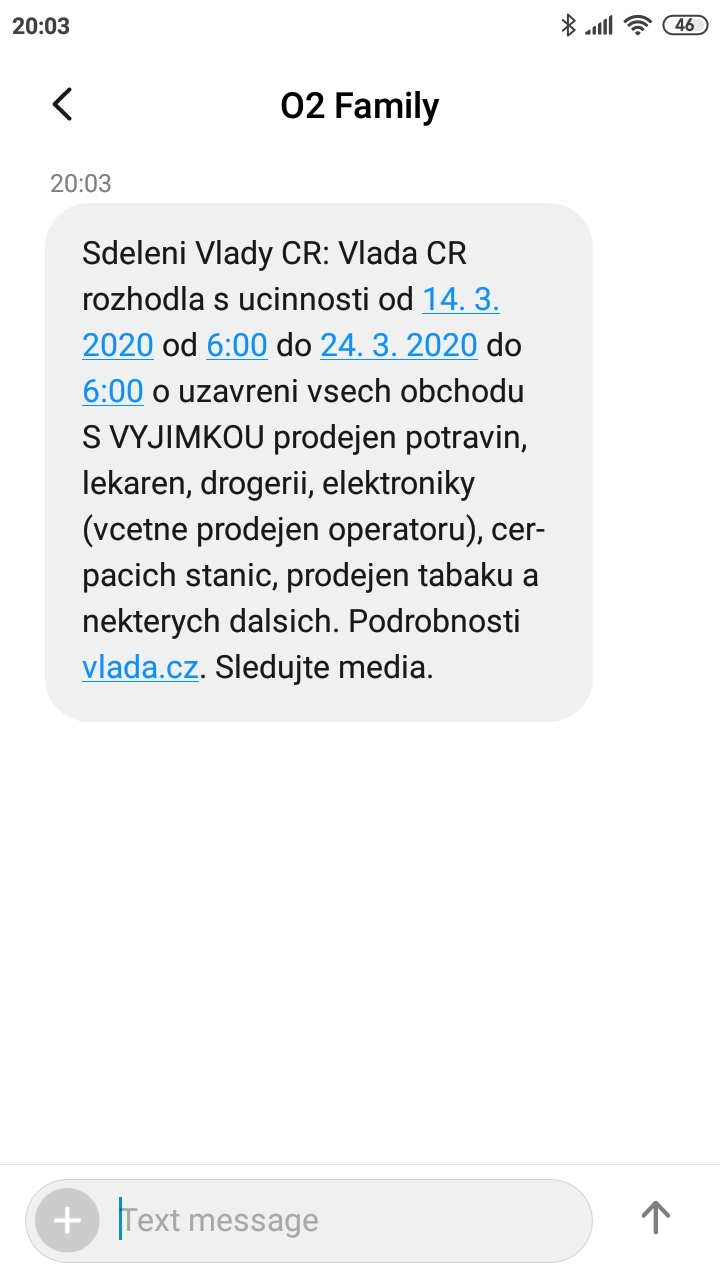
إخطار عبر الرسائل القصيرة بإغلاق المحلات التجارية.
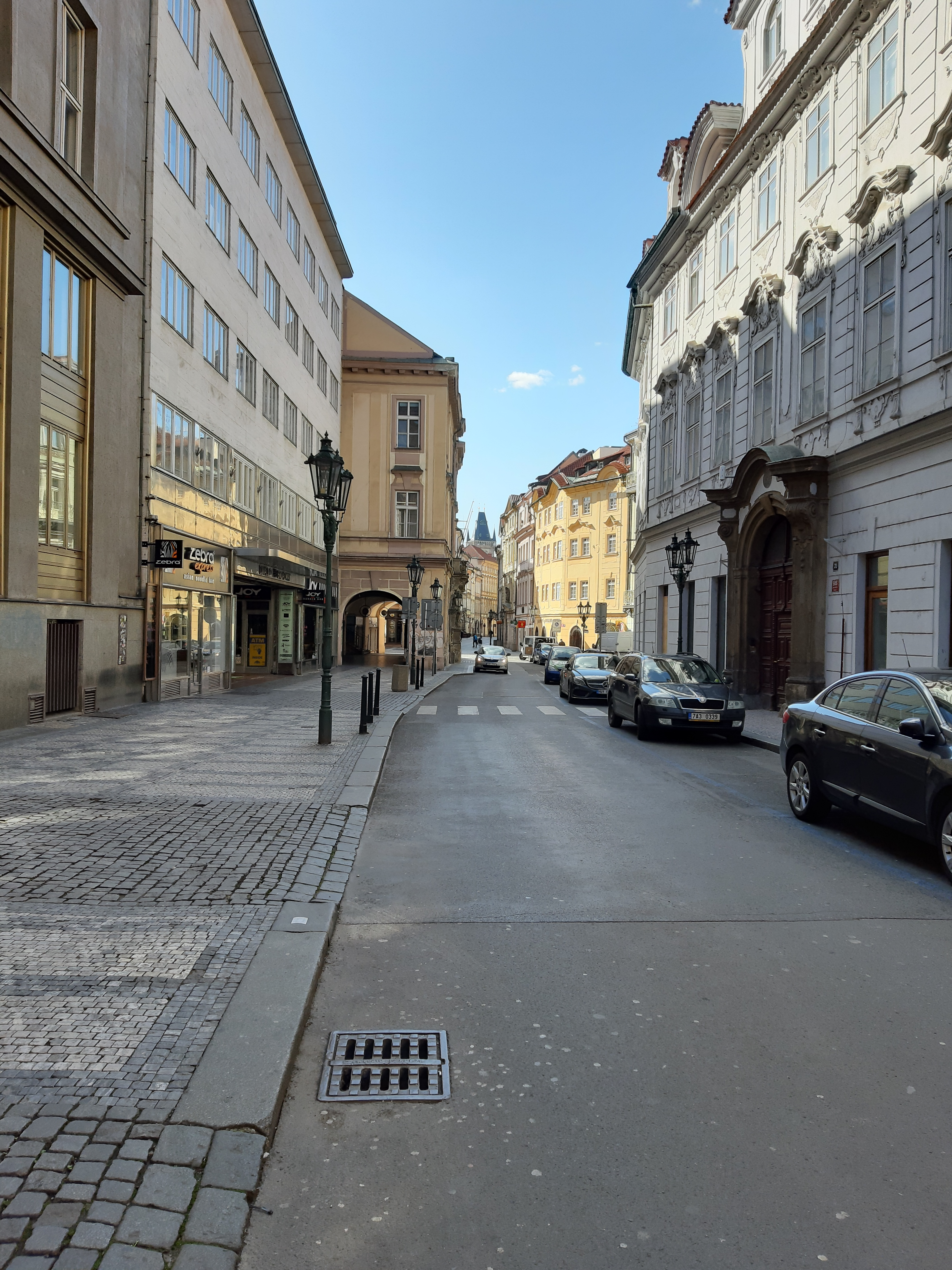
شارع سيليتنا في براغ بدون سياح (مارس 2020).
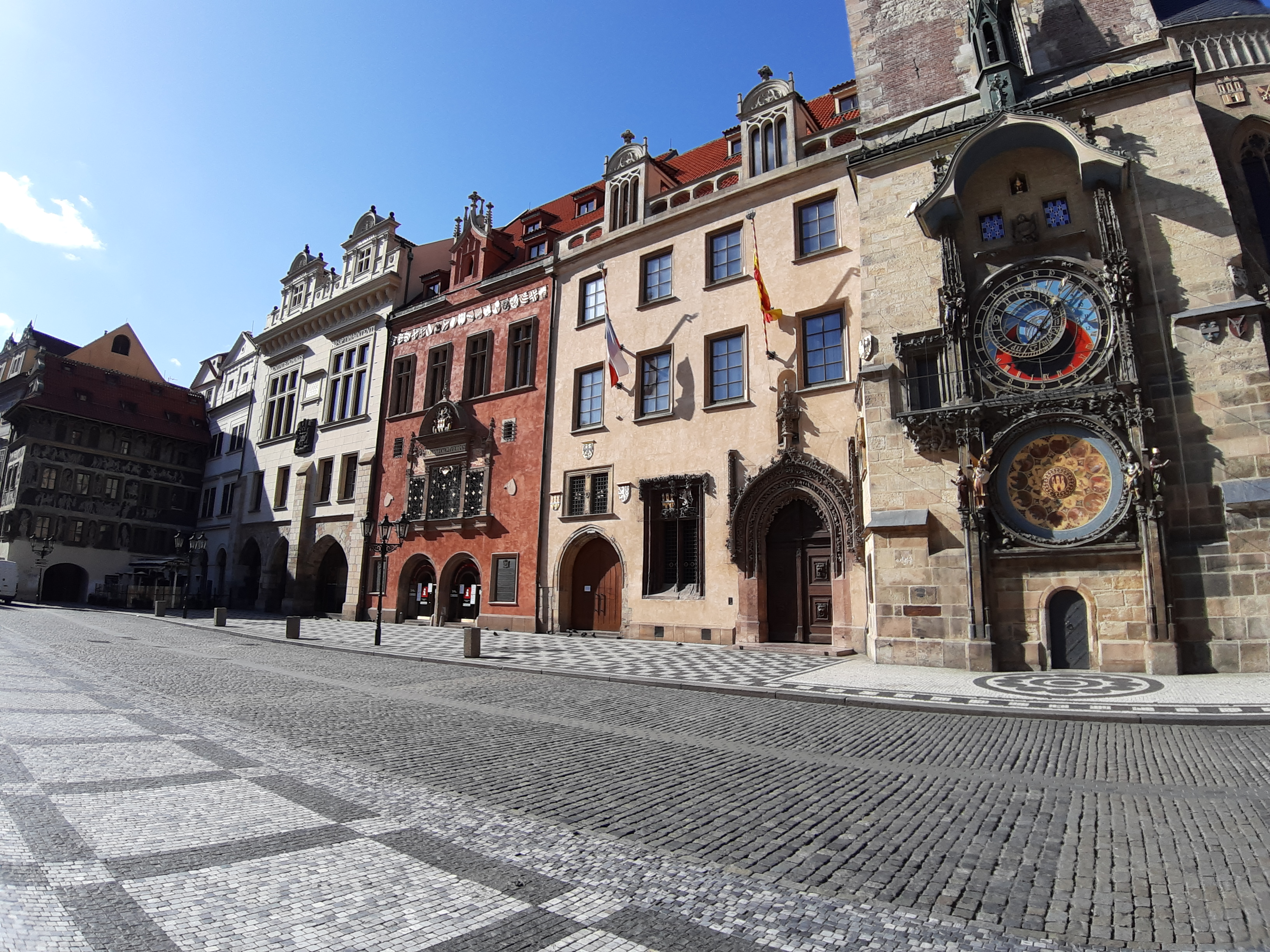
الساعة الفلكية في براغ بدون متفرجين (مارس 2020).
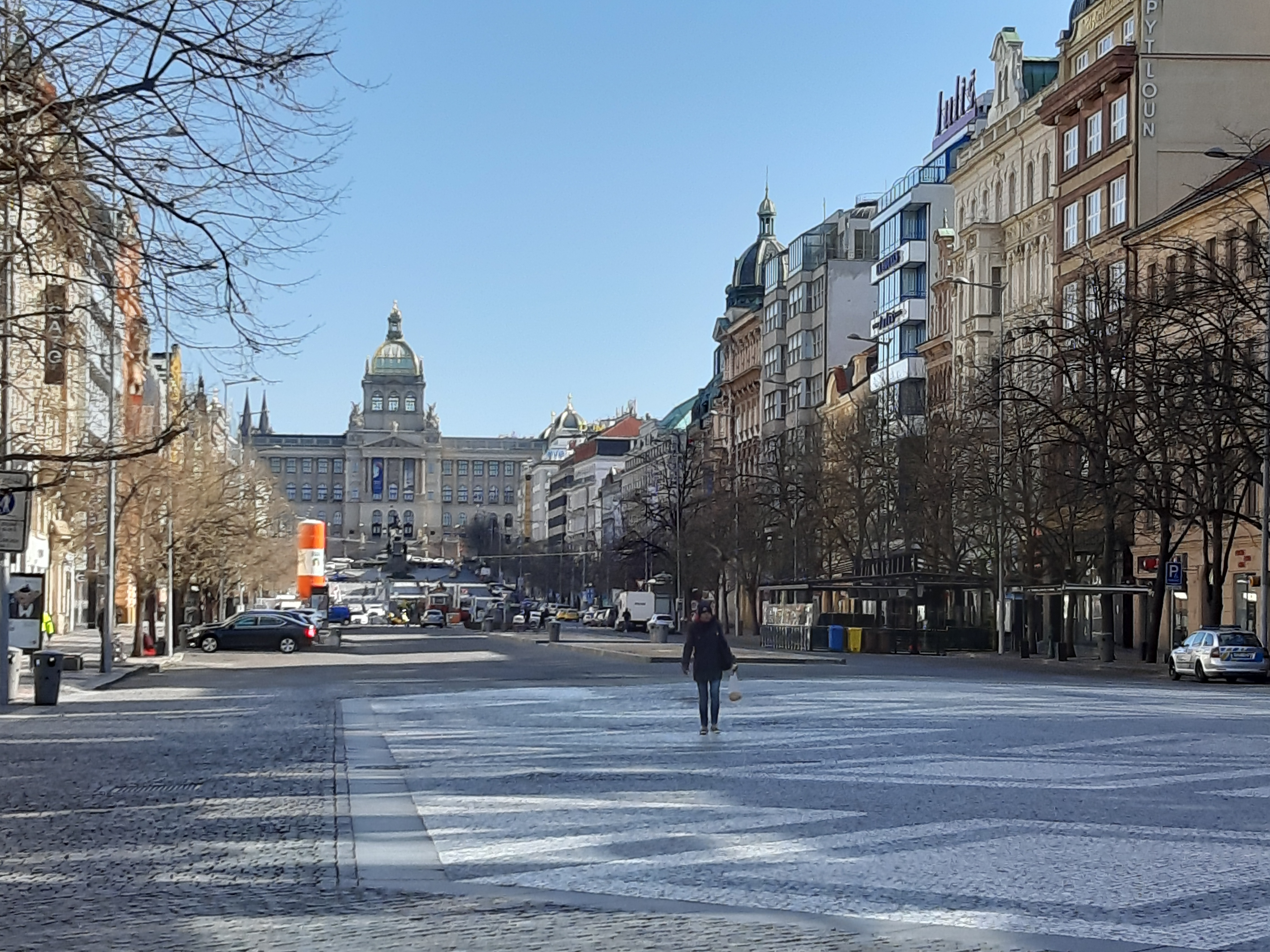
ساحة فاتسلاف في براغ بدون سياح (مارس 2020).
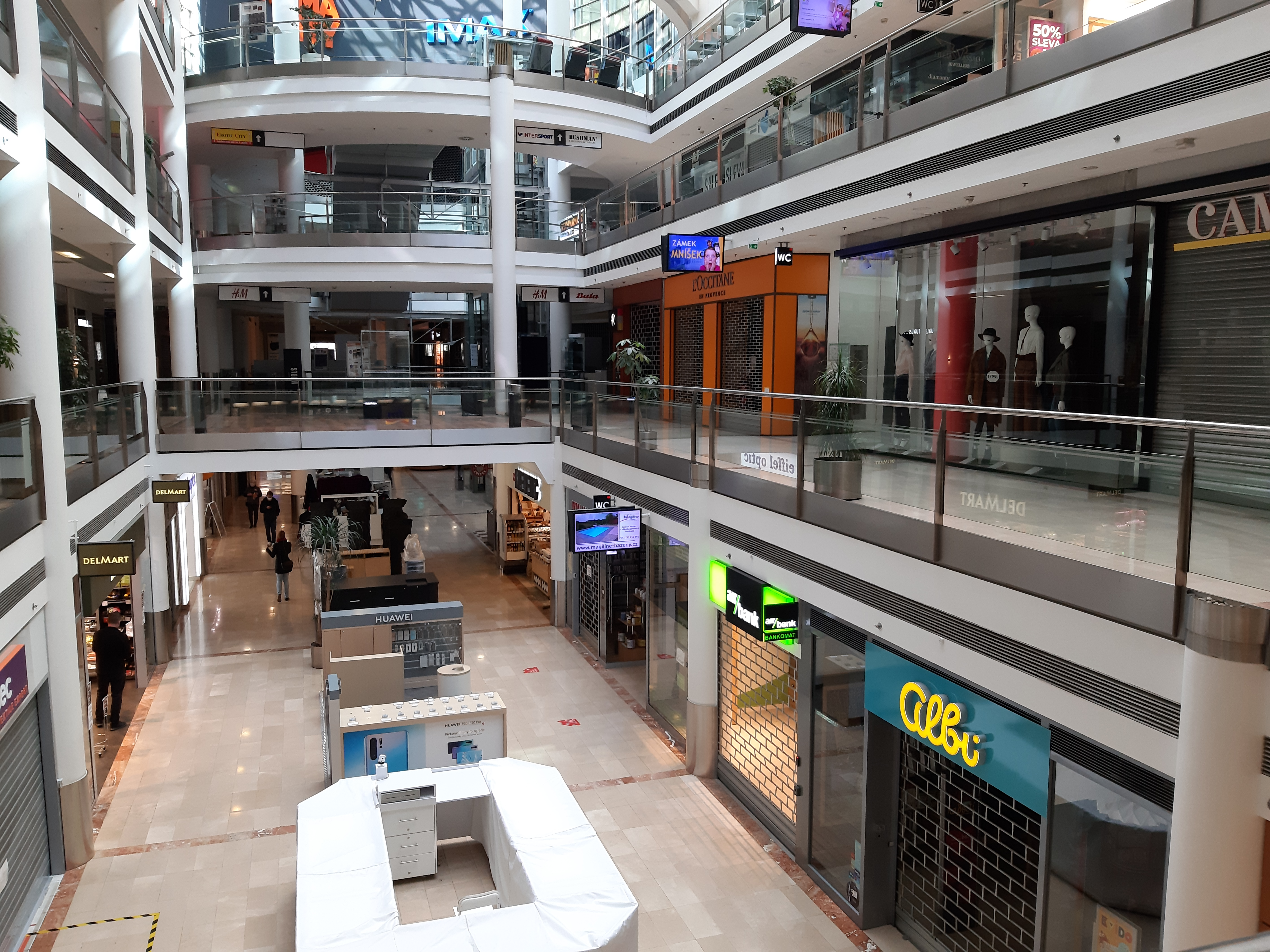
مركز التسوق فلورا في براغ (مارس 2020).
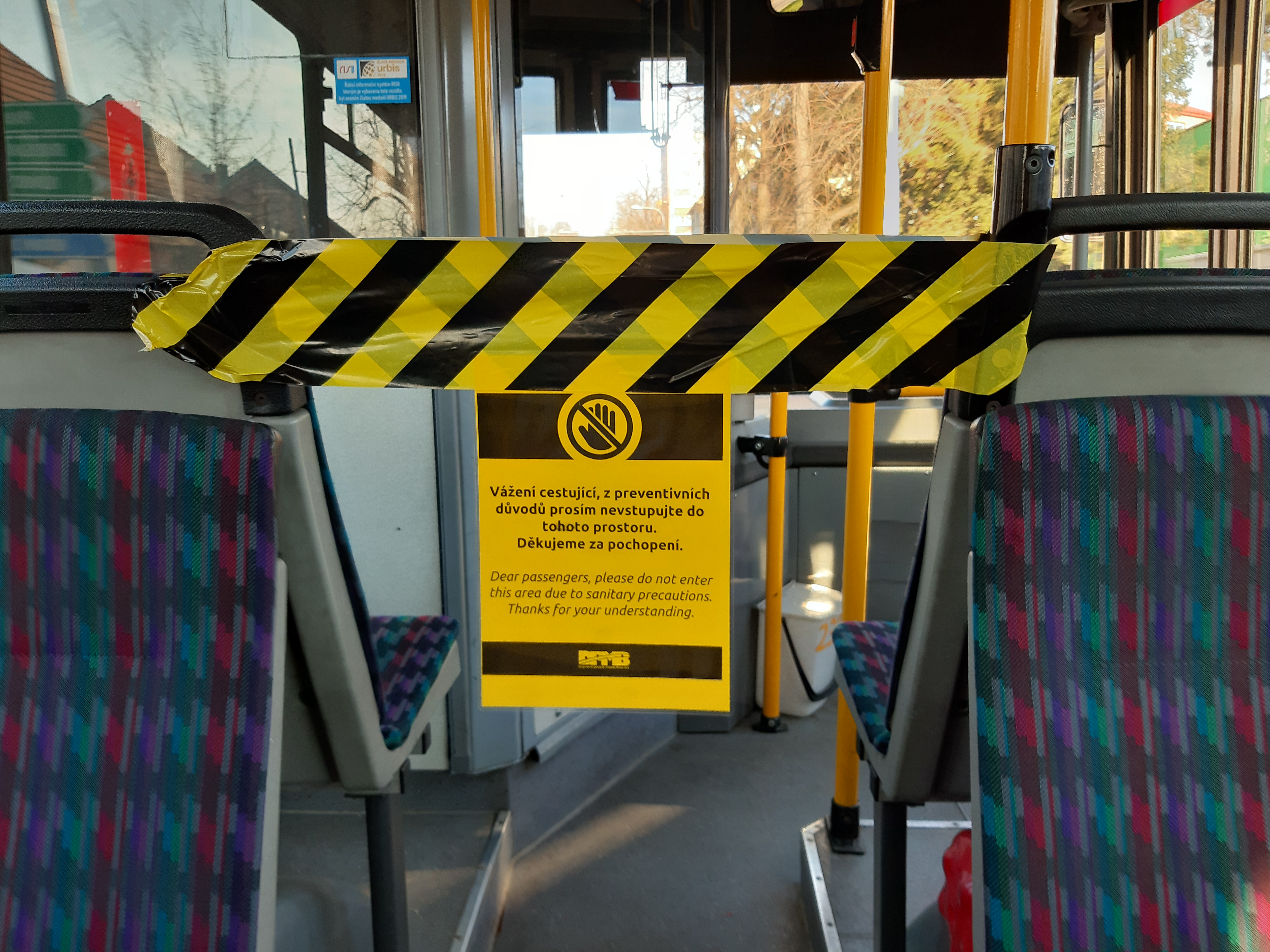
مدينة برنو- ممنوع دخول القسم الأمامي من الحافلات المحلية (مارس 2020).
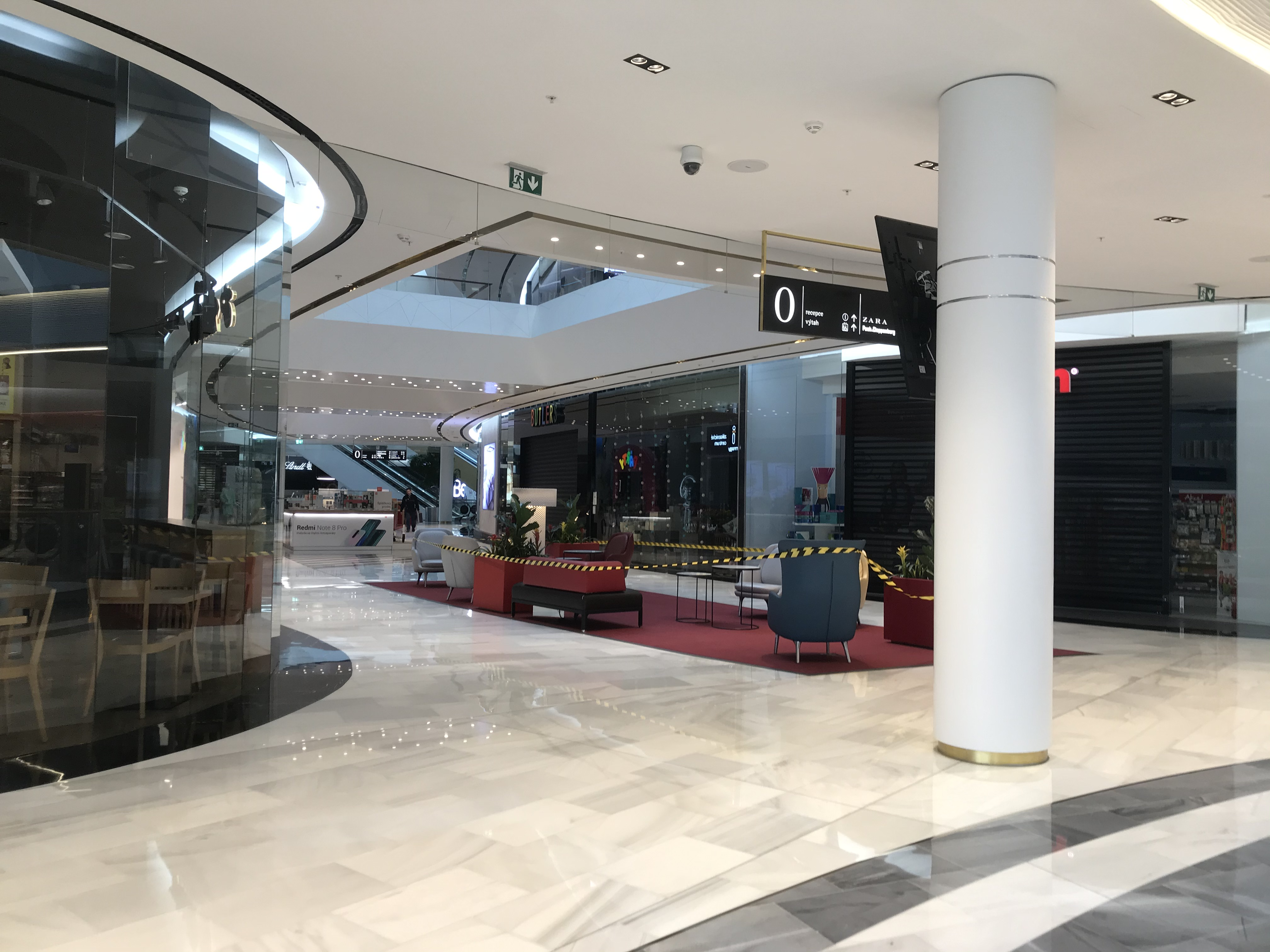
مركز تسوق فارغ في جمهورية التشيك خلال جائحة كوفيد 19.
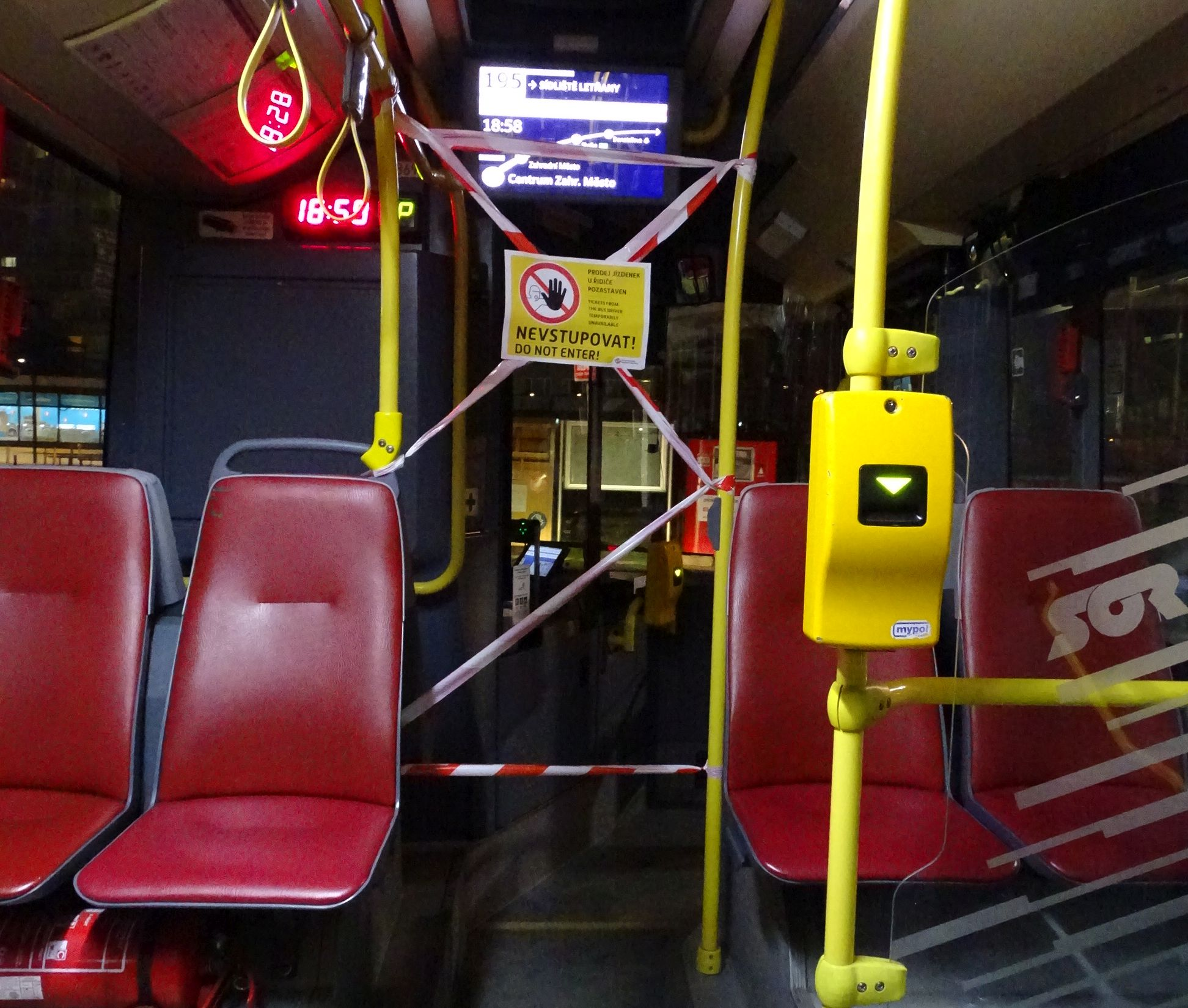
داخل حافلة تشيكية أثناء جائحة كوفيد 19 (14 مارس 2020).
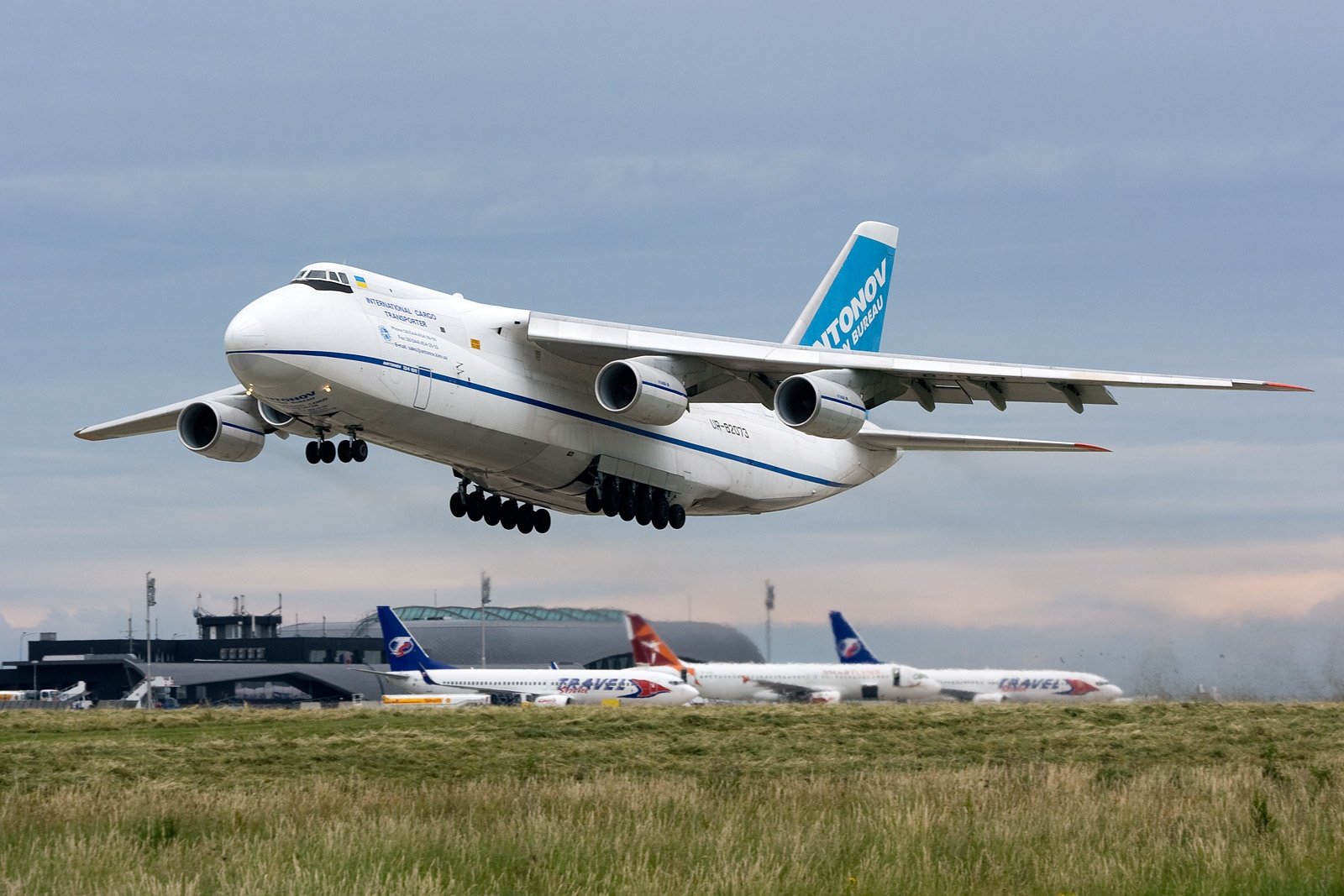
تقدم طائرات مشابهة لأنتونوف أن-124- 100 المنتجات الطبية التي اشترتها الحكومة التشيكية من الصين.
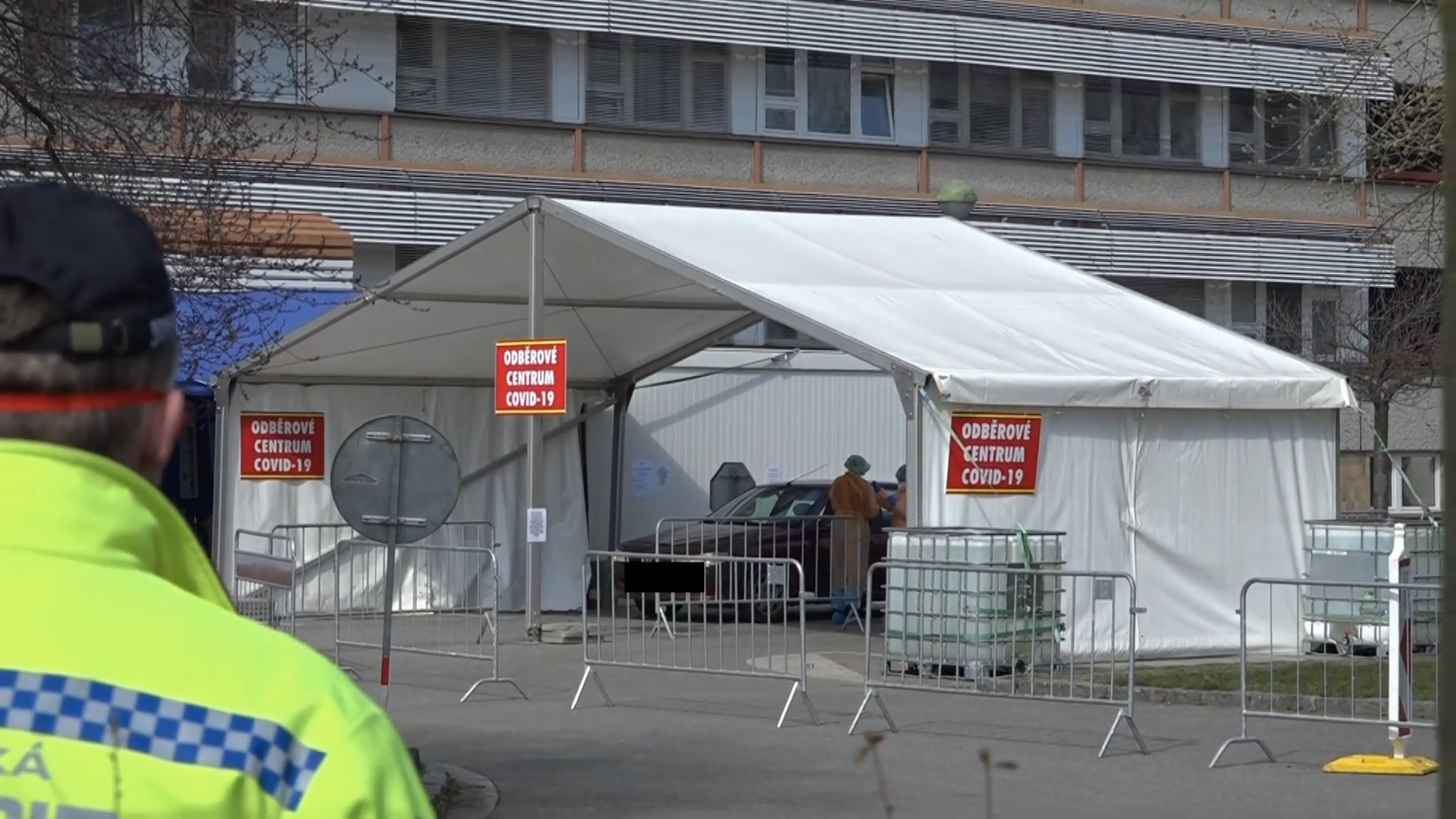
الاختبار أثناء القيادة عبر مركز الاختبار في المستشفى الجامعي هراديتس كرالوفيه.